# Famille Bennet
Vous lisez un « article de qualité » labellisé en 2011.  Il fait partie d'un « thème de qualité ».
Pour les articles homonymes, voir Bennet.
La famille Bennet est une famille de fiction imaginée par la romancière britannique Jane Austen (1775-1817). Elle occupe une place centrale dans le roman Orgueil et Préjugés car c'est la famille de l'héroïne, Elizabeth. Les relations complexes entre ses divers membres influencent l'évolution de l'intrigue. Dans une société où le mariage est le seul avenir envisageable pour une jeune fille de bonne famille, la présence au foyer de cinq filles à marier sans autres atouts que leur bonne mine, ne peut qu'être source de soucis. Or les époux Bennet n'assument pas leur rôle d'éducateurs ; la mère se démène si maladroitement, sous l'œil goguenard d'un mari indifférent, qu'elle fait fuir le jeune homme riche qui a remarqué l'aînée et la plus jolie de ses filles. Ces dernières ont des comportements bien différents selon l'éducation qu'elles ont reçue ou qu'elles se sont donnée : si les deux aînées, Jane et Elizabeth, ont une conduite irréprochable et sont appréciées de leur père, si Mary, la moins jolie, affiche des prétentions intellectuelles et musicales, les deux plus jeunes sont laissées presque à l'abandon sous la supervision brouillonne de leur mère.
Les autres membres de la famille Bennet mis en scène par Jane Austen sont d'une part le frère et la sœur de Mrs Bennet, Mr Gardiner et Mrs Philips, d'autre part l'héritier désigné du domaine de Mr Bennet, un cousin éloigné, le sot et pompeux Mr Collins. Mr Gardiner et Mrs Philips contribuent de manière significative au déroulement et au dénouement du récit, mais à un niveau et dans un registre différent reflétant leur appartenance sociale respective. Le personnage de Collins sert de lien entre la petite noblesse campagnarde du Hertfordshire à laquelle appartiennent les Bennet et les grands propriétaires terriens que sont Lady Catherine de Bourgh et Mr Darcy.
Les intérêts légaux, financiers ou affectifs qui unissent ou divisent les membres de la famille Bennet permettent à Jane Austen d'en construire une image fluctuante et de poser un certain nombre de questions sociétales propres à son époque, en particulier sur l'éducation des filles et la légitimité de certains comportements.

## Branche maternelle

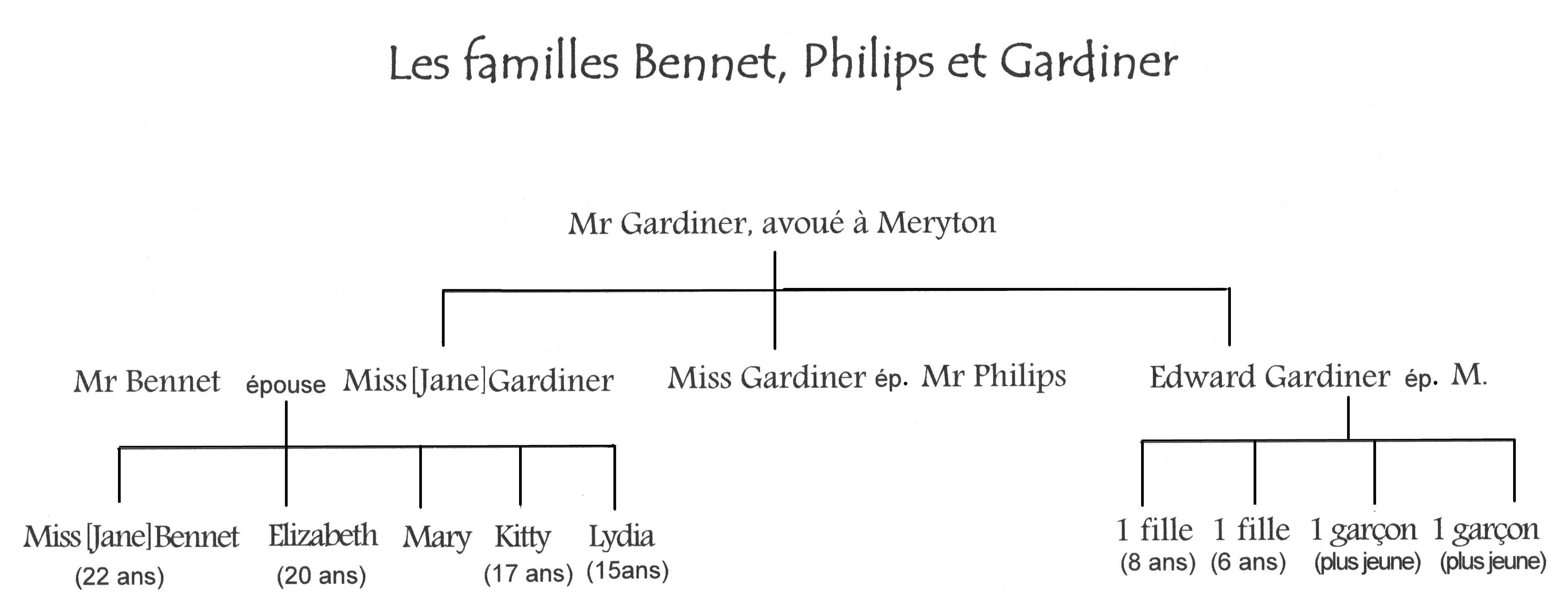
Les trois Gardiner de Meryton : Mrs Philips, Mrs Bennet, Mr Gardiner.

Si la narratrice reste muette sur les ascendants de Mr Bennet, on en sait un peu plus sur la famille de sa femme : Mrs Bennet, née Gardiner et mariée depuis vingt-trois ans, est fille d'un avoué de Meryton, dans le Hertfordshire. Elle a un frère et une sœur, tous deux mariés. Les deux femmes étant restées sur place, leur mariage les a fait évoluer dans des cercles à peine différents, tandis que leur frère a acquis une éducation et une situation sociale plus élevée, dans le grand commerce (in a respectable line of trade), à Londres.

### Mrs Bennet
C'est « une femme d'intelligence médiocre, peu cultivée et de caractère inégal » (« A woman of mean understanding, little information and uncertain temper »), prévient la narratrice dès le premier chapitre. Séduit « par sa jeunesse, sa beauté, l'apparence d'un caractère agréable », Mr Bennet l'a rapidement épousée, découvrant trop tard qu'elle était sotte, étroite d'esprit et superficielle. Quoique son prénom ne soit jamais mentionné, il est probable qu'elle s'appelle Jane, puisqu'il est d'usage de donner le prénom de la mère à la fille aînée. Sa fortune personnelle, héritée de son père, s'élève à 4 000 £, ce qui est une jolie somme pour quelqu'un de sa condition.

#### Une petite bourgeoise ignorante et bornée

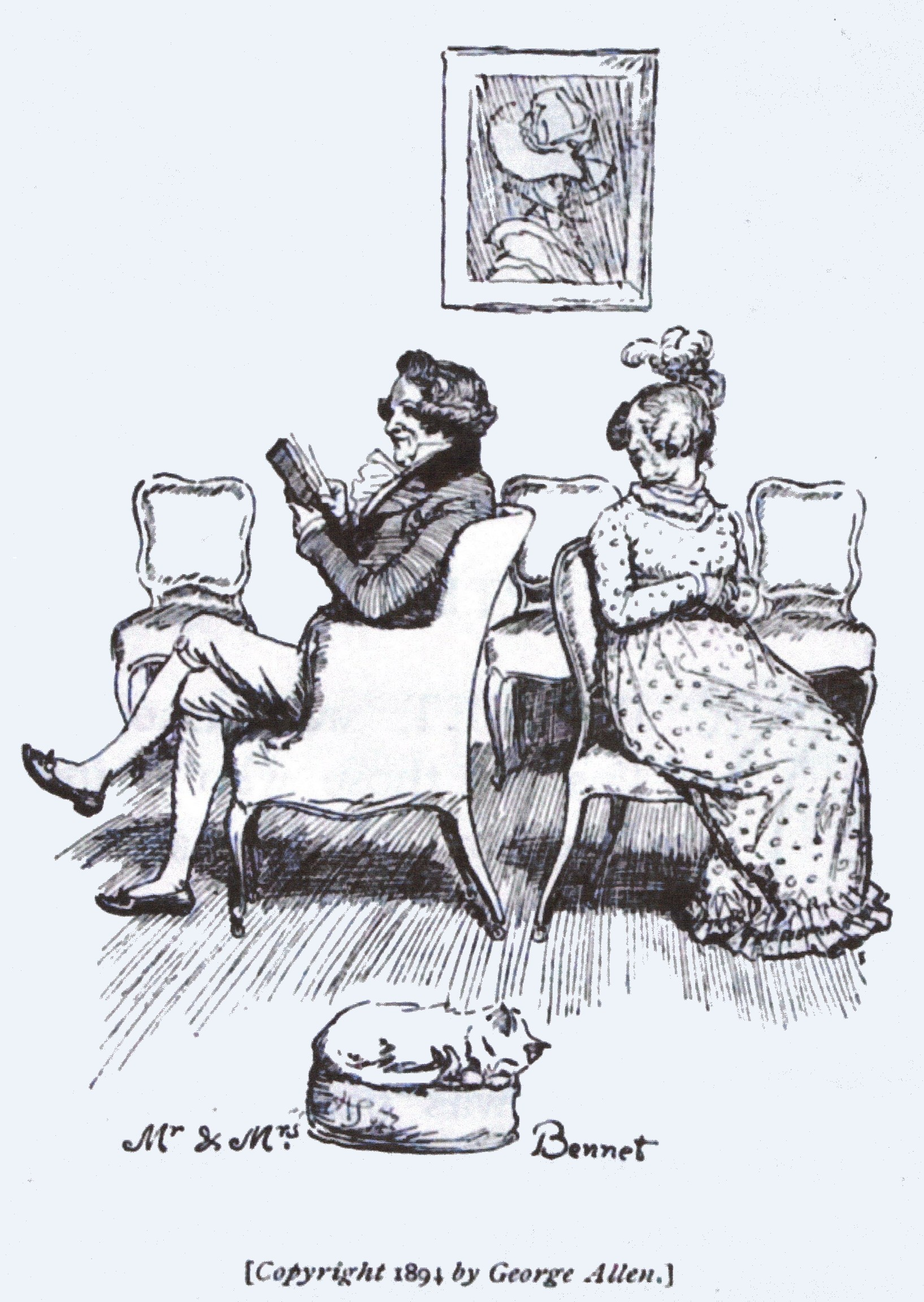
Depuis 20 ans, la lecture permet à Mr Bennet de supporter la sottise de sa femme (Hugh Thomson, 1894).

Mrs Bennet est, dans la fratrie Gardiner, celle qui fait le plus beau mariage, puisqu'elle épouse un hobereau local, un membre de la gentry, propriétaire d'un domaine rapportant 2 000 £ annuelles. Or ce domaine est sous le régime de la « substitution » à un héritier mâle (fee tail male), une règle de succession dont elle n'a jamais compris pourquoi son mari n'y pouvait rien changer, et qui assombrit son avenir et celui de ses filles, puisqu'elle et son mari n'ont pas réussi à avoir de garçon. Ils ont espéré, pendant des années encore après la naissance de Lydia, le fils qui aurait permis de mettre fin à l’entail, mais ils n'ont eu que des filles, cinq en sept ans. Et, maintenant qu'elle a perdu tout espoir de donner naissance à un fils, Mrs Bennet est obsédée par l'idée de perdre la sécurité matérielle et de déchoir de la situation sociale à laquelle elle est habituée. L'éventualité de devenir veuve et d'être chassée du domaine par l'héritier légitime la terrorise. De ce fait, son idée fixe, « l'affaire de sa vie » depuis que Jane, l'aînée, a atteint 16 ans, est l'impérieuse nécessité de trouver à ses filles un mari financièrement à l'aise, pour sa sauvegarde et la leur. Elle voit donc immédiatement l'intérêt de la venue d'« un beau parti », an eligible bachelor, dans la région. C'est ainsi qu'elle envoie Jane sous la pluie à Netherfield pour être sûre qu'on l'y retiendra, qu'elle encourage Mr Collins à demander la main d'Elizabeth et qu'elle se réjouit bruyamment du mariage de Lydia, triomphant sans vergogne (« No sentiment of shame gave a damp to her triumph », précise la narratrice), indifférente aux raisons peu honorables qui l'ont rendu nécessaire, puisqu'il correspond à la réalisation du « plus cher de ses vœux ».
En se mariant, elle a changé de statut social, mais continue à se comporter comme une petite bourgeoise ignorante de Meryton. Elle fait partie des simple characters, ces personnages, comme Mr Collins ou Lady Catherine, figés et incapables d'évoluer : en vingt-trois ans de mariage elle n'a pas changé. Dès qu'elle est contrariée, incapable d'analyse, de réflexion ou de remise en cause, elle se met sur la défensive : elle a une crise d'angoisse (She fancied herself nervous).
Son manque d'intelligence et son étroitesse d'esprit (weak understanding and illiberal mind) ont rapidement entraîné le désintérêt de son mari, qui n'éprouve plus pour elle depuis longtemps qu'une indifférence moqueuse teintée de mépris. Bornée et ignorante, elle n'a qu'une très vague idée de la façon dont on se comporte dans la bonne société, cette upper class à laquelle appartiennent Darcy et les Bingley, et où elle voudrait voir entrer Jane. Sa notion d'un comportement élégant se résume en ce qu'elle dit de Sir William : « He has always something to say to everybody. – That is my idea of good breeding » (« il a toujours quelque chose à dire à chacun. Voilà ce que j'appelle des bonnes manières »). Elle se conduit avec une vulgarité et un manque de tact embarrassants pour ses aînées, surtout à Netherfield, où sa prétention, sa sottise et son « manque total de correction » sont particulièrement évidents. Elle est complètement dépourvue d'empathie et n'est sensible qu'à l'apparence (la beauté de Jane, les uniformes de la milice, les dentelles de Mrs Hurst). Pour elle, ce ne sont pas les manières ou le comportement qui signalent l'appartenance à un rang élevé, c'est le luxe ostentatoire et l'étalage de sa richesse, et la validité d'un mariage se mesure à la quantité « de calicot, de mousseline et de batiste » à acheter pour le trousseau de la mariée. Ainsi, le refus de Mr Bennet de vêtir de neuf sa chère Lydia pour le jour de ses noces la choque bien plus que son escapade et les quinze jours vécus en concubinage avec George Wickham.

#### Une hypocondriaque égocentrique

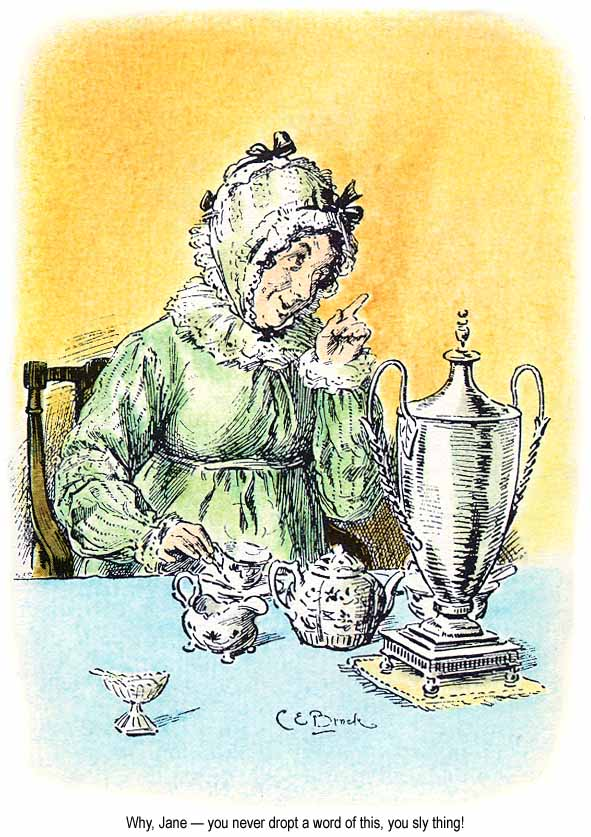
Lorsque son mari annonce un hôte inconnu pour le dîner, Mrs Bennet s'imagine que c'est Bingley, et que Jane le lui a caché (C. E. Brock, 1895).

Jane Austen a particulièrement chargé le personnage. Comme l'écrit Virginia Woolf, « elle ne trouve aucune excuse [à ses sots], ne leur montre aucune pitié […] On dirait parfois qu’[elle] fait naître ses personnages dans le seul but de se procurer le suprême plaisir de leur trancher la tête ». Dans la tradition de la comédie de mœurs et du roman didactique, elle se sert d'un personnage caricatural et parodique pour moquer certains travers de ses contemporains.
Mrs Bennet se distingue d'abord par sa propension à la logorrhée, un défaut que Thomas Gisborne considère comme spécifiquement féminin. Elle n'écoute aucun avis, surtout s'il vient d'Elizabeth (qu'elle n'apprécie pas), tient des discours redondants et répétitifs, bavardages agaçants, pleins d'absurdités et d'incohérences, qu'elle accompagne, lorsqu'elle est contrariée, de plaintes revenant en boucle et de continuelles remarques acariâtres que ses interlocuteurs se gardent bien d'interrompre, sachant que cela ne servirait qu'à les prolonger. Même la patiente Jane a du mal à supporter ses récriminations, lorsque Mrs Bennet manifeste « plus longtemps que d'habitude son irritation » à propos de l'absence de Bingley, avouant à Elizabeth combien le manque de maîtrise de soi de sa mère ravive sa souffrance.
Un autre travers mis en relief et systématiquement ridiculisé est sa « maladie nerveuse » ou plutôt sa tendance à utiliser sa prétendue faiblesse nerveuse pour se faire remarquer et attirer la compassion, à défaut de se faire aimer. Il y a des personnages particulièrement préoccupés par leur santé dans tous les romans de Jane Austen, de ces hypocondriaques qu'elle appelle poor honey (pauvre chou) dans ses lettres. Ces personnages égocentriques, qui utilisent leurs ennuis de santé réels ou imaginaires pour ramener tout à eux, semblent être inspirés par Mrs Austen, dont les plaintes relatives à sa santé avaient le don d'irriter Jane, qui les évoque avec un certain agacement ironique dans ses lettres à sa sœur. La narratrice s'amuse ainsi à décrire sa joie déplacée, sa bonne humeur accablante pour son entourage (spirits oppressively high), depuis qu'elle sait que le mariage de Lydia va se faire, et sa hâte à vouloir annoncer la « bonne nouvelle » à tout Meryton, alors qu'elle gardait la chambre depuis quinze jours.
Certains critiques toutefois rappellent qu'il serait injuste de ne voir que ses défauts. Son obsession est justifiée par la situation : le cynisme de Mr Bennet n'empêchera pas Mr Collins d'hériter de Longbourn. Elle, au moins, à la différence de son mari, pense à l'avenir de ses filles en cherchant à les placer socialement. Dans un environnement où les demoiselles à marier sont nombreuses (tous les voisins, les Long, les Lucas, ont des filles ou des nièces à marier) et les partis intéressants rares, elle est beaucoup plus attentive à la compétition que lui et a, en quelque sorte, saturé le marché. Elle ne néglige donc pas ses filles, alors que lui se contente de les traiter toutes de « bêtes et ignorantes comme toutes les filles », et de s'enfermer égoïstement dans sa bibliothèque. Déçu par son « intelligence médiocre » il s'amuse à la déconcerter avec son « humour sarcastique », mais il accroit l'anxiété de son « caractère inégal » en refusant d'accéder à des demandes légitimes : pourquoi lui dire qu'il n'ira pas visiter Bingley à son arrivée dans le pays, alors qu'il a la ferme intention de le faire ? Et quand elle se révolte contre l'injustice de l’entail, pourquoi lui rétorquer : « il faut espérer que je vous survivrai » ? Elle est bien consciente qu'il prend plaisir à la contrarier et n'éprouve « aucune compassion pour [ses] pauvres nerfs ». Pas assez intelligente pour comprendre sa tournure d'esprit et insatisfaite elle-même, elle « se considérait comme dépressive » (« fancied herself nervous ») dit la narratrice. Elle souffre réellement de l'indifférence moqueuse, de l'insensibilité, du manque d'empathie de son mari et se sent incomprise ; son goût pour les visites et le bavardage est une consolation, un réconfort (solace) de femme mal mariée.
Mais, parce qu'elle est sotte, la narratrice est impitoyable et semble prendre le même malin plaisir que Mr Bennet à se moquer d'elle et à noter toutes ses interventions ridicules. Elle ne lui pardonne ni sa sottise ni ses interférences maladroites, ses remarques absurdes et ses prétentions foncièrement égoïstes. Lorsque Jane lui demande d'éprouver un peu de reconnaissance à l'égard de son frère, à qui le mariage de Lydia coûte bien cher, elle lui rétorque que s'il n'avait pas eu d'enfants, c'est elle et ses filles qui auraient hérité de tous ses biens, et qu'à part quelques petits cadeaux, il n'a jamais été vraiment généreux jusqu'à présent. Le mariage de Lydia ne la satisfait pas autant qu'elle l'aurait voulu, car sa fille ne reste pas assez longtemps près d'elle pour qu'elle puisse continuer à parader auprès de l'entourage : « Lydia does not leave me because she is married, but only because her husband's regiment happens to be so far off. If that had been nearer, she would not have gone so soon », et si elle a pu avec bonheur « se débarrasser de ses filles les plus méritantes » (« Happy for all her maternal feelings was the day on which Mrs. Bennet got rid of her two most deserving daughters ») celui de Jane ne satisfera son « orgueil ravi » que pendant l'année que les Bingley passent à Netherfield.
Mrs Bennet n'est pas mieux traitée par Jane Austen que Lady Catherine qui montre le même manque de goût, autant de prétention égoïste et fait des interférences aussi ridicules. Son impolitesse de riche et orgueilleuse aristocrate fait honte à son neveu comme la vulgarité de sa mère irrite Elizabeth. Pour Jane Austen, rien n'excuse la bêtise qui existe à tous les niveaux de la société.

#### Négligences coupables

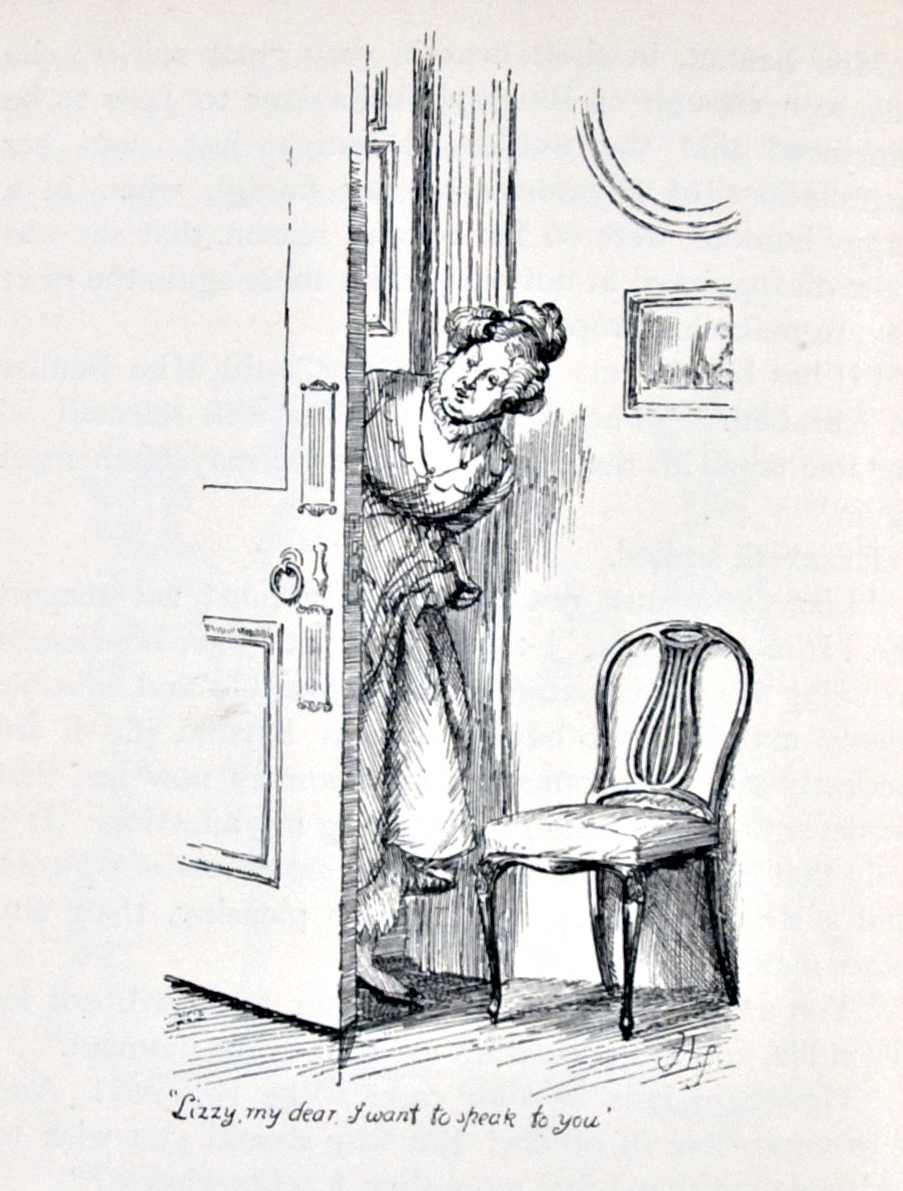
Mrs Bennet cherche le moyen de laisser Jane et Bingley en tête à tête (Hugh Thomson, 1894).

Mrs Bennet n'a pas vraiment élevé ces filles qu'elle aimerait tant voir mariées, pour en faire de bonnes maîtresses de maison. Elle ne leur a donné, semble-t-il, aucune notion d'économie domestique, ce qui était pourtant le rôle traditionnellement dévolu à une mère de famille dans la classe moyenne. C'est Thomas Gisborne qui théorise dans An Enquiry Into the Duties of Men, paru en 1794, et An Enquiry into the Duties of the Female Sex, paru en 1797, l'idée des domaines réservés aux hommes et aux femmes. Selon lui, les femmes sont vouées par nature à la sphère domestique, qu'il définit comme le domaine particulier où « leur excellence se déploie ». Leur rôle consiste donc à tenir la maison et diriger la domesticité. Or Mrs Bennet se moque ouvertement de Charlotte Lucas obligée d'aller en cuisine superviser la confection de tartelettes, affirmant fièrement que ses « filles ont été élevées autrement » ; elle réagit avec vigueur quand Mr Collins, le jour de son arrivée, suppose que ses cousines ont participé à la préparation du dîner. On vit sur un grand pied à Longbourn, puisque Mr Bennet dépense chaque année la totalité de ses confortables revenus : Mrs Bennet « n'avait nullement tendance à l'économie » et les dépenses de la seule Lydia s'élèvent à environ 90 £ par an.
Elle ne leur a pas davantage inculqué de valeurs morales. Alors qu'elle se montre à l'égard d'Elizabeth injuste et partiale, incapable de reconnaître ses qualités, elle affectionne particulièrement sa « chère Lydia », qu'elle a toujours traitée avec une grande indulgence, lui laissant beaucoup de libertés. Ainsi, elle lui permet, à seulement quinze ans, de participer aux assemblées et aux bals, ce qui choquera au plus haut point Lady Catherine de Bourgh lorsqu'elle l'apprendra, mais aussi d'aller flâner à Meryton plusieurs fois par semaine avec Kitty qui en a dix-sept, et d'y rencontrer militaires et officiers, avec l'encouragement tout aussi irresponsable de leur tante Philips. Elle va jusqu'à lui conseiller, quand elle part pour Brighton, de ne manquer aucune occasion de s'amuser. Mais une fois connue la fuite de la « pauvre chère Lydia » avec Wickham, elle ne considère que les ennuis que cela lui apporte à elle, et en rend responsable tout le monde, sauf, précise la narratrice, sa coupable indulgence. La trop grande indulgence des parents envers un enfant est considérée à l'époque comme responsable des défauts de l'adulte ; ainsi, en 1806, dans Letters to a Young Lady, Jane West met en garde contre un excès d'amour maternel, alors que Hannah More, dans Strictures on Female Education, paru en 1799, insiste sur les dangers d'une sensibilité mal dirigée (ill-directed) ou incontrôlée (ungoverned). Jane Austen, sans partager toutes les idées conservatrices de cette moraliste évangélique, considère qu'il est essentiel pour une femme d'apprendre à raisonner et réfléchir, de connaître et respecter les limites à ne pas franchir.
Hannah More met aussi en garde contre les effets pervers de cette « manie régnante », l'incapacité à rester chez soi. Mrs Bennet, justement, n'a pas de plus grand plaisir que d'aller en visite, impatiente d'apprendre ou de donner les dernières nouvelles (its solace was visiting and news). Elle a transmis à ses deux plus jeunes filles ce goût des bavardages indiscrets et des commérages. Ainsi, dès qu'elle est avertie que le mariage de Lydia aura bien lieu, elle est guérie de son état dépressif et se précipite à Meryton pour aller se faire féliciter. Et elle ne peut s'empêcher d'aller, après le mariage de Jane, lui rendre fréquemment visite « avec une fierté satisfaite » : « With what delighted pride she afterwards visited Mrs. Bingley! ». Mais les commérages de Meryton, les bavardages inconsidérés de Mrs Philips et l'incapacité de Mrs Bennet à montrer de la discrétion seront vite insupportables aux Bingley « malgré le caractère facile [de Charles] et le cœur affectueux [de Jane] », et leur feront quitter Netherfield un an après leur mariage.
Cependant Mrs Bennet n'a pas une capacité de nuisance aussi grande que la tante Norris, bavarde, bruyante, vulgaire qui, dans Mansfield Park, a toujours montré une indulgence coupable pour Maria et Julia, les demoiselles Bertram, mais seulement parce que son pouvoir est nul sur ses filles aînées et que des parents de substitution sauvent la famille. Malgré ses manques, elle est finalement comblée par le mariage de trois de ses filles, mais ironiquement, ce n'est pas grâce à ses efforts qu'ils se sont conclus, et ils ne l'ont pas rendue plus raisonnable. Une fois mariée, aucune de ses filles ne reste finalement près d'elle, et lorsqu'un noyau familial se reconstitue à Pemberley autour d'Elizabeth et de Darcy, elle est la seule, avec Mary, à en être totalement exclue.

### Mrs Philips

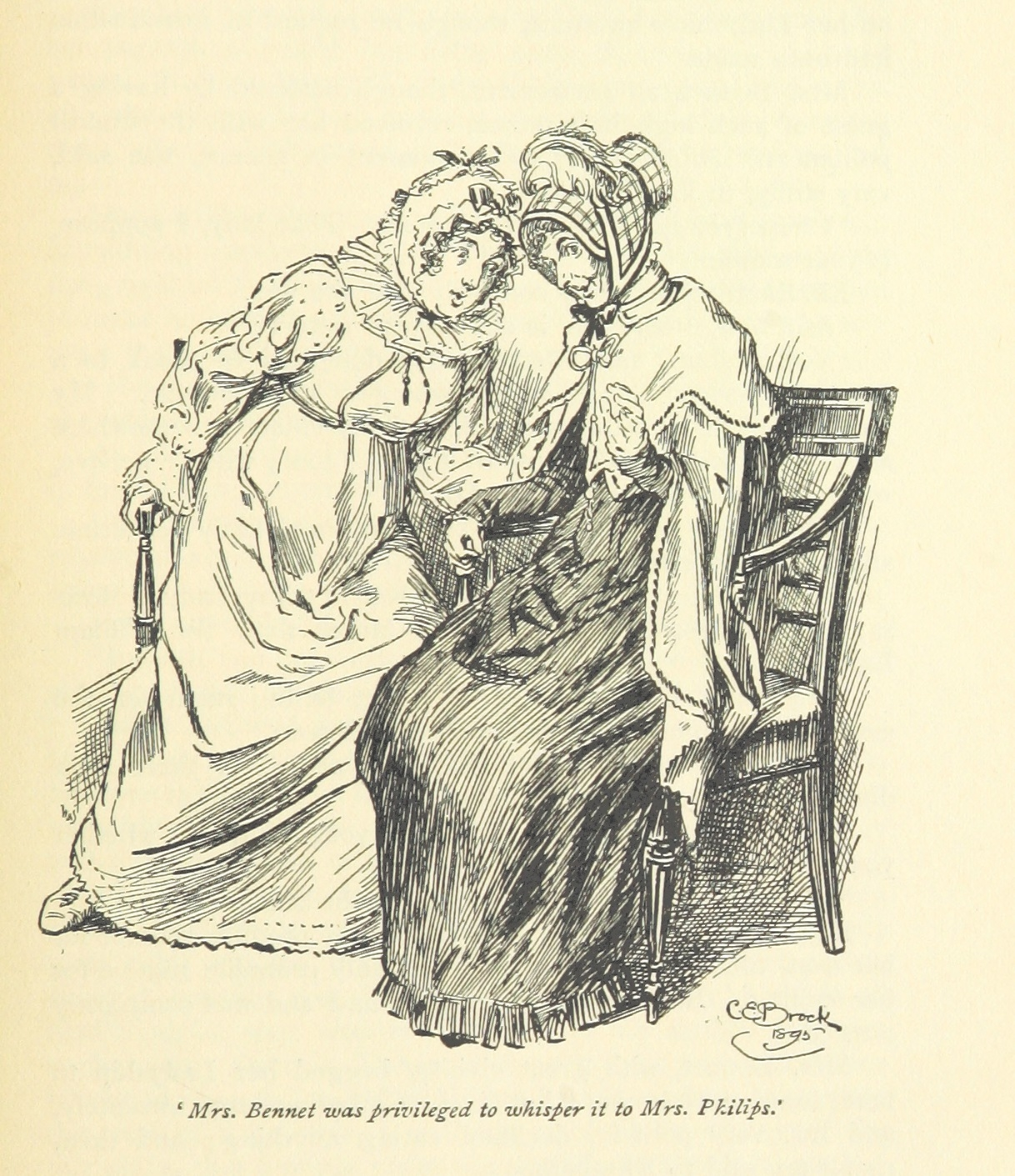
Mrs Philips et sa sœur Mrs Bennet (C. E. Brock, 1895).

La sœur - on ne sait pas si c'est l'aînée - de Mrs Bennet a épousé le clerc de son père qui lui a succédé dans sa charge. Sur lui, on sait peu de chose, à part sa profession d'homme de loi, (attorney), qui en fait un notable dans sa petite ville. Il est allé accueillir les officiers de la milice à leur arrivée à Meryton pour prendre leurs quartiers d'hiver. Il les invite à sa table et sa femme en reçoit dans son salon. Physiquement, il a une figure bouffie, l'air guindé et l'haleine parfois parfumée au porto (broad-faced, stuffy uncle Philips, breathing port wine).
Quant à Mrs Philips, elle n'a pas quitté son milieu d'origine et la situation de son mari la place au sommet de l'échelle sociale de Meryton. À l'affût derrière sa fenêtre, elle collecte et divulgue tous les potins dont elle est friande. Manifestement sans enfant, elle reporte son affection sur ses nièces ; Kitty et Lydia sont toujours heureuses de venir chez elle apprendre les derniers commérages et rencontrer l'un ou l'autre des jeunes officiers. « Ma tante a dit... » est une phrase souvent employée par Lydia, qui s'étonne, par exemple, de ne pas avoir été informée que Darcy et Bingley déjeunaient avec les officiers : « With the officers! » cried Lydia. « I wonder my aunt did not tell us of that. ».
Mrs Philips participe activement à la vie sociale du village en organisant des soirées qui se terminent par a little bit of hot supper, le « petit souper chaud » n'étant pas encore passé de mode dans les campagnes où le dinner est fréquemment servi vers quinze ou seize heures.
Elle ne sera pas d'un grand secours après l'enlèvement de Lydia. Certes, Jane est soulagée qu'elle soit obligeamment restée quelques jours à Longbourn après le départ du père, parti sur les traces de sa benjamine, comme elle l'explique à Elizabeth : « My aunt Philips came to Longbourn on Tuesday, after my father went away ; and was so good as to stay till Thursday with me. She was of great use and comfort to us all ». Mrs Bennet gardant la chambre, la venue de sa sœur a aidé Jane à assurer le quotidien. Mais, depuis le retour d'Elizabeth, à chaque nouvelle visite, sous le prétexte de réconforter et d'encourager la famille, elle se hâte de rapporter les nouveaux ragots de Meryton concernant les diverses aventures prêtées à Wickham, preuve de son manque de retenue et de tact. La narratrice emploie les termes loudly (elle parle fort) et eagerly (elle montre de l'impatience, de la hâte) pour la qualifier, et, lorsque Elizabeth et Darcy sont fiancés, souligne sa conversation triviale et sans distinction, d'une « familiarité qu'encourageait la bonhommie de Bingley », mais dont la constante vulgarité fait souffrir Elizabeth lorsque sa tante s'adresse à Darcy.

### Edward Gardiner

#### Un homme bien éduqué

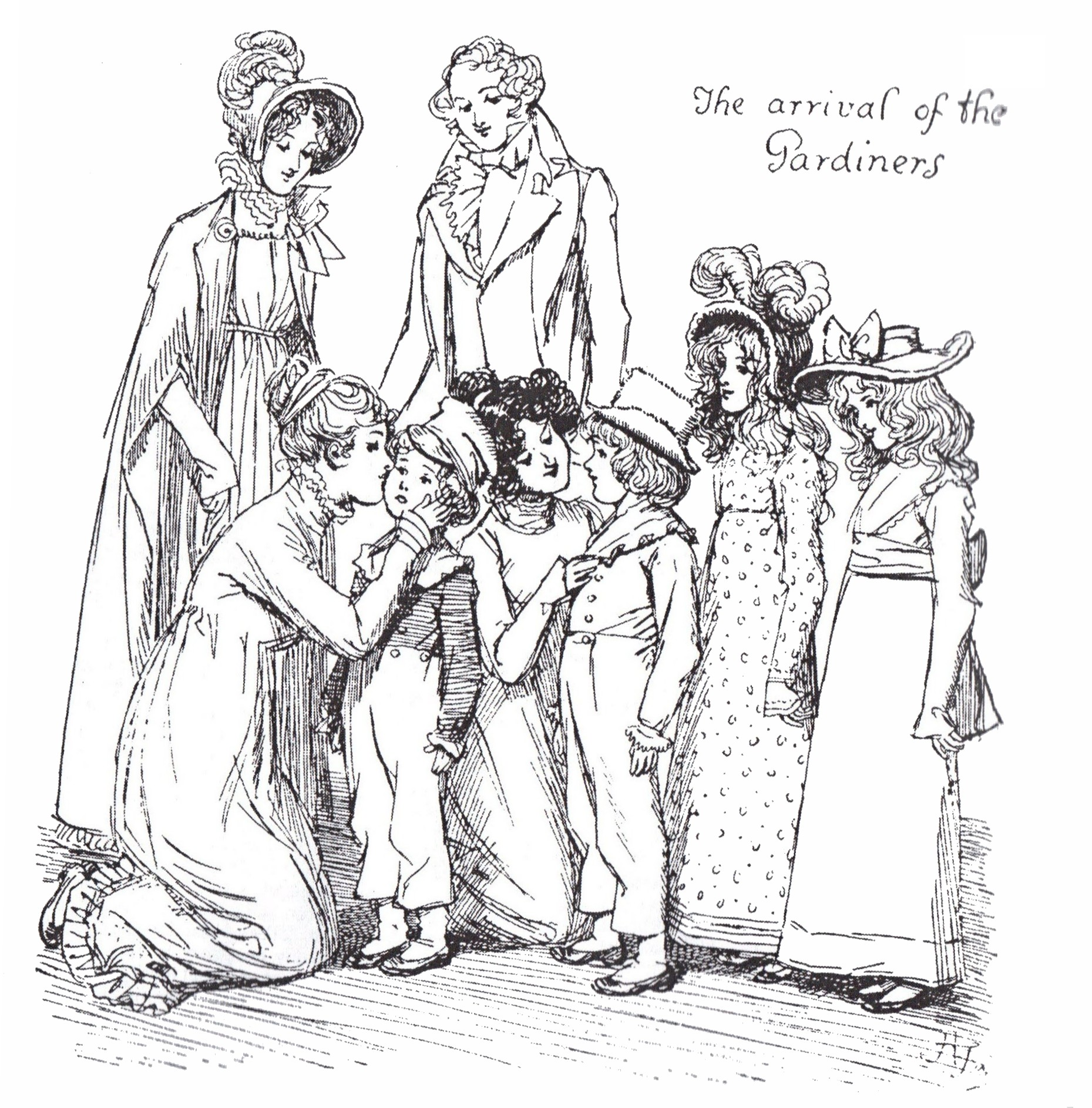
Les Gardiner forment une famille heureuse et unie, un modèle pour Jane et Elizabeth (Hugh Thomson, 1891).

La narratrice le présente rapidement au début du volume Ⅱ (Chapitre 2) : nettement plus intelligent que ses sœurs, il a fait des études (« greatly superior to his sister, as well by nature as education ») et a une belle situation dans le grand commerce. Elle ne précise pas lequel, signalant seulement qu'il habite en vue de ses bureaux et entrepôts dans Gracechurch Street, mais son activité lui laisse des loisirs et ses revenus lui permettent de posséder un véhicule personnel et de voyager. Bien élevé, élégant (gentlemanlike man), c'est un homme de goût aux manières agréables, cultivé et sociable (« fond of society »), comme il sera précisé plus loin.
À la différence de ses sœurs, qui n'ont pas quitté leur province et, pour Mrs Philips, pas changé de sphère sociale, il n'a pas suivi le chemin tout tracé qui aurait consisté à reprendre l'étude paternelle. Il a socialement et financièrement amélioré sa situation, même si, aux yeux de Miss Bingley (qui préfère oublier que son père aussi s'est enrichi dans le commerce), être « dans les affaires » et habiter « quelque part près de Cheapside » est une faute de goût, et aux yeux de Darcy (du moins avant qu'il ne fasse sa connaissance) représente un des sérieux obstacles à « un mariage avec une personne de quelque considération dans le monde » pour Jane.
Edward Gardiner est aussi heureux dans son mariage que dans ses affaires. En effet sa femme — épousée « dix ou douze ans plus tôt » — est pourvue de nombreuses qualités : « aimable, intelligente, élégante », elle est de surcroît discrète, raisonnable, bonne observatrice, tout ce que ses belles-sœurs, nettement plus âgées qu'elle, ne sont pas. Très appréciée de ses cinq nièces ([she is] a great favorite with all her Longbourn nieces) c'est seulement avec les deux aînées qu'elle a noué un lien d'affection et d'estime étroit, les conviant régulièrement à séjourner auprès d'elle à Londres.
Le couple Gardiner a quatre enfants, deux filles de huit et six ans et deux garçons plus jeunes, élevés de façon assez libérale : on les voit accueillir le retour prématuré de leurs parents à Longbourn par de joyeuses cabrioles et gambades (in a variety of capers and frisks).

#### Des parents de substitution

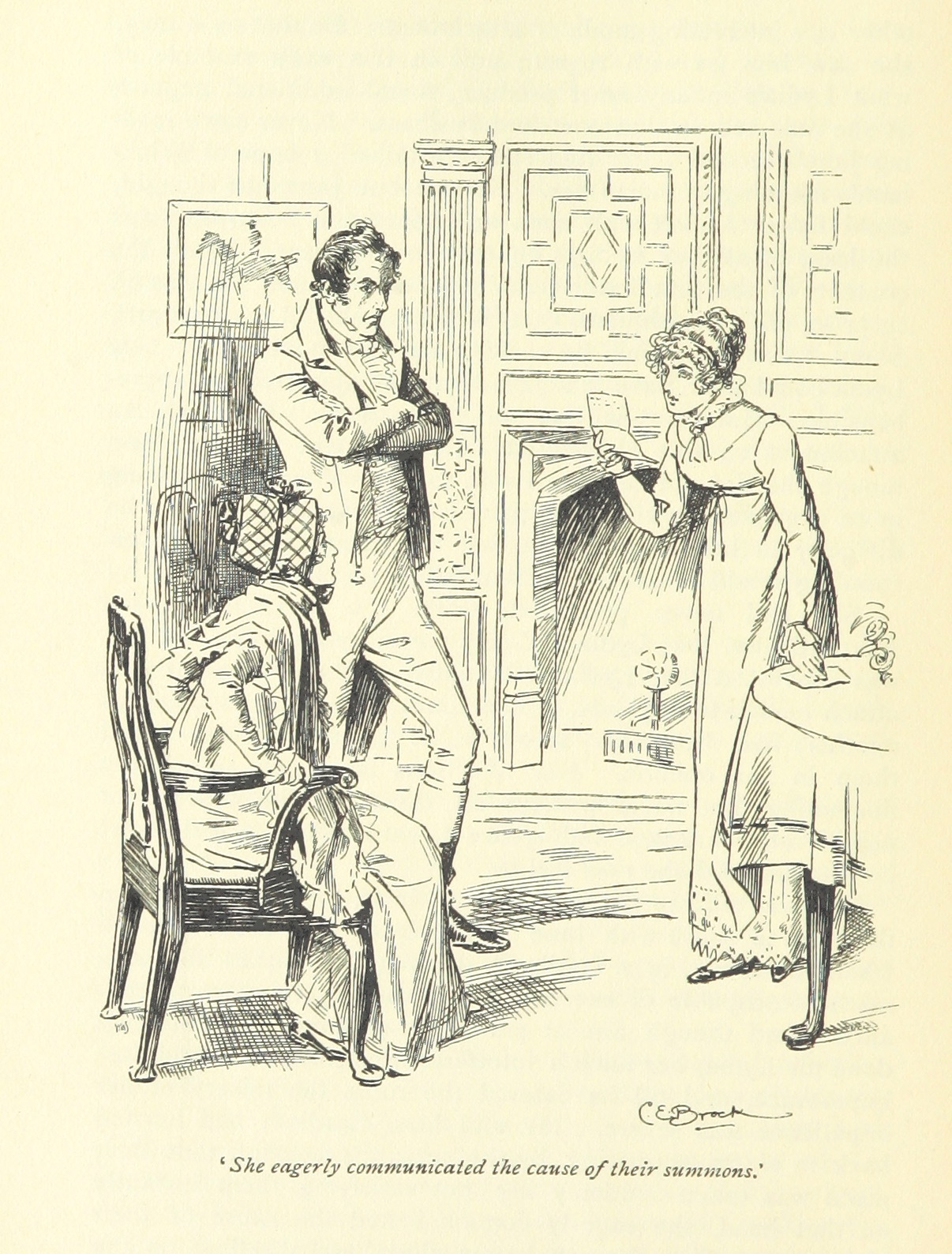
Elizabeth dévoile aux Gardiner la fuite de Lydia et Wickham (C. E. Brock, 1895).

La famille Gardiner offre l'image idéale du bonheur. La demeure londonienne dans laquelle elle mène une vie calme et discrète, loin du grand monde, baigne dans une atmosphère joyeuse et aimable (« All was joy and kindness »).
Mr et Mrs Gardiner sont aux yeux de Jane et d'Elizabeth un modèle de responsabilité parentale. Ils servent donc de parents de substitution aux demoiselles Bennet : Mrs Gardiner, attentive au bonheur de ses nièces, invite Jane à venir Londres se reposer loin des jérémiades de sa mère après le départ de Bingley, et n'hésite pas, en s'inquiétant du comportement d'Elizabeth avec Wickham, à aborder franchement le sujet avec elle (she resolved to speak to Elizabeth on the subject […], and represent to her the imprudence of encouraging such an attachment). Cette dernière se réjouit de partir en vacances avec eux, car ils sont capables d'être des compagnons de voyage agréables, dont « la gaité, l'affection et l'intelligence » permettront de supporter avec bonne humeur les désagréments éventuels de la route. Naturellement élégants et bien élevés, ils faciliteront, par leur comportement à Pemberley, le rapprochement de Darcy et Elizabeth. Elle est soulagée et heureuse de pouvoir lui monter qu'elle a des parents dont elle n'a pas à rougir : « toutes les expressions, les phrases qui montraient l'intelligence, le goût et la bonne éducation de son oncle la rendaient fière ».
Jane fait appel à son oncle lorsque Lydia disparaît avec Wickham et ce sont les Gardiner qui prennent en charge la situation créée par sa fuite : Mrs Gardiner reste quelques jours à Longbourn pour aider ses nièces, Mr Gardiner, en homme pragmatique, calme les folles inquiétudes de sa sœur, convainc son beau-frère de rentrer à Longbourn et de le laisser agir. Il était même prêt à assumer toute la charge financière du mariage si Darcy, le représentant du pouvoir traditionnel du landlord, n'avait pas imposé de s'en occuper seul. Mais c'est avec Mr Gardiner, le grand commerçant dont il a pu apprécier les qualités humaines à Pemberley, et non avec Mr Bennet, le propriétaire terrien, que Darcy choisit d'organiser le sauvetage social de Lydia, chez lui qu'elle est hébergée jusqu'à son mariage, et lui qui, prenant la place du père démissionnaire, la conduit à l'autel.
Mr Gardiner, comme Mr Bingley, fait partie d'une classe sociale ascendante en ce début du XIXe siècle. Il représente un nouveau modèle d'homme social, qui n'appartient pas à la vieille aristocratie terrienne. Jane Austen, en mettant en scène un tel personnage, montre que les « mérites » naturels et acquis par l'éducation valent une « naissance » aristocratique et affirme, à travers lui, la prééminence d'une hiérarchie morale sur la hiérarchie sociale. L'excellence morale des Gardiner est soulignée à la fin du roman par leurs invitations régulières à Pemberley « de la façon la plus intime ».

## Branche paternelle

### Mr Bennet

#### «So odd a mixture…»
La narratrice souligne le « drôle de mélange d'intelligence, d'humour sarcastique, de réserve et de caprice » qui constitue le caractère de Mr Bennet mais aussi ses multiples négligences envers ses devoirs d'époux et de père. S'il attire la sympathie du lecteur par son art de l'ironie, il n'en a pas moins un certain nombre de défauts : indifférent et irresponsable, égocentrique, routinier, indolent, supportant difficilement la compagnie, il souffrirait, d'après Phyllis Ferguson Bottomer, d'une forme d'autisme. Certes, il a épousé une sotte, mais il a pour sa part complètement démissionné de son rôle social de pater familias et ne se soucie pas des besoins de sa famille. Son désengagement est symbolisé par son retrait dans sa bibliothèque et derrière ses moqueries cyniques. Très attaché à sa tranquillité, il regarde le monde avec un détachement ironique, semble se désintéresser de son voisinage, et lorsqu'il participe à un événement social, comme le bal à Netherfield, c'est en témoin silencieux et amusé des impairs de sa famille. Même la découverte du rôle de Darcy dans le mariage de Lydia ne lui arrache qu'une exclamation de soulagement égoïste : « C'est parfait. Cela m'évitera quantité d'ennuis et d'économies » (« So much the better. It will save me a world of trouble and economy »).
Pourtant la narratrice ne le ridiculise jamais. Il paie l'erreur initiale, et fatale pour son bonheur, qu'a été son mariage « imprudent ». Déçu par une femme trop sotte pour qu'il la respecte, mais à laquelle il est lié pour la vie, il a développé une capacité à rire de tout, de tous et de lui-même, une distance philosophique qui lui permet de supporter son désenchantement et l'absurdité de son existence, mais qui contribue à son désengagement familial.

#### Un père négligent

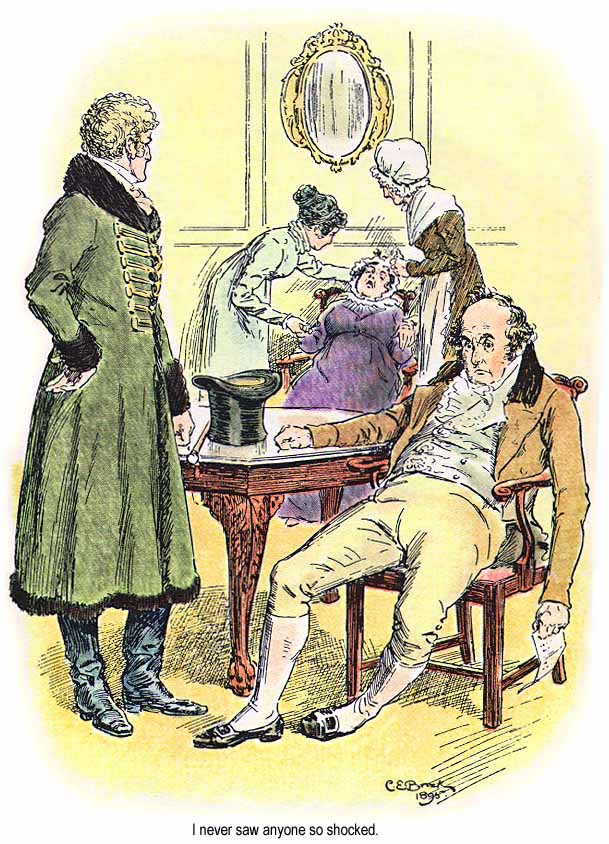
Mr Bennet est effondré lorsqu'il apprend la fuite de Lydia avec Wickham (C. E. Brock, 1895).

Sa femme « étant peu portée à l'économie » et son domaine devant passer à un lointain cousin, il dépense tout son revenu et se désintéresse complètement du devenir de ses filles s'il venait à disparaître. Il se montre négligent, égoïste et n'a l'air de considérer celles de ses filles encore adolescentes que comme des sources de commentaires sardoniques et narquois. Même les aînées font parfois l'objet de remarques sentencieuses et caustiques. Celle qui concerne Jane délaissée par Bingley, montre un humour plutôt cruel et une totale absence de compassion : « Une jeune fille aime avoir de temps à autre un petit chagrin d'amour, cela lui donne un sujet de réflexion, et la valorise auprès de ses amies »,.
Mais lorsqu'il s'en prend ensuite à Elizabeth : « À ton tour maintenant […] Choisis Wickham. C'est un charmant garçon et il saurait te plaquer avec honneur », elle est capable de lui répondre sur le même ton : « Je vous remercie, Monsieur, mais je me satisferais de quelqu'un de moins séduisant. Nous ne pouvons pas toutes espérer avoir la même chance que Jane ».
S'il a négligé ses devoirs de père envers ses cadettes, il a, contrairement à sa femme, pris la mesure de sa responsabilité après la fuite de Lydia : la nouvelle lui crée un tel choc qu'il en reste sans voix pendant dix minutes. Plus tard, il reconnaîtra sa culpabilité : « It has been my own doing, and I ought to feel it » (« C'est mon œuvre, et je dois en subir les conséquences »). Cependant, il constate avec une lucidité ironique qu'il retombera bien vite dans son insouciance naturelle : « Il est bon qu'une fois au moins dans ma vie je sente combien je suis à blâmer. Je ne crains pas d'en être accablé, cette impression passera assez vite ». Il se contente de menacer froidement Kitty, qui prend ses menaces au pied de la lettre, de multiples interdictions pour l'empêcher d'imiter Lydia, et, une fois la situation de cette dernière réglée au mieux, il retombe dans son inertie coutumière et ne semble pas en avoir tiré de leçon particulière pour ses autres filles.

#### Relations avec Elizabeth

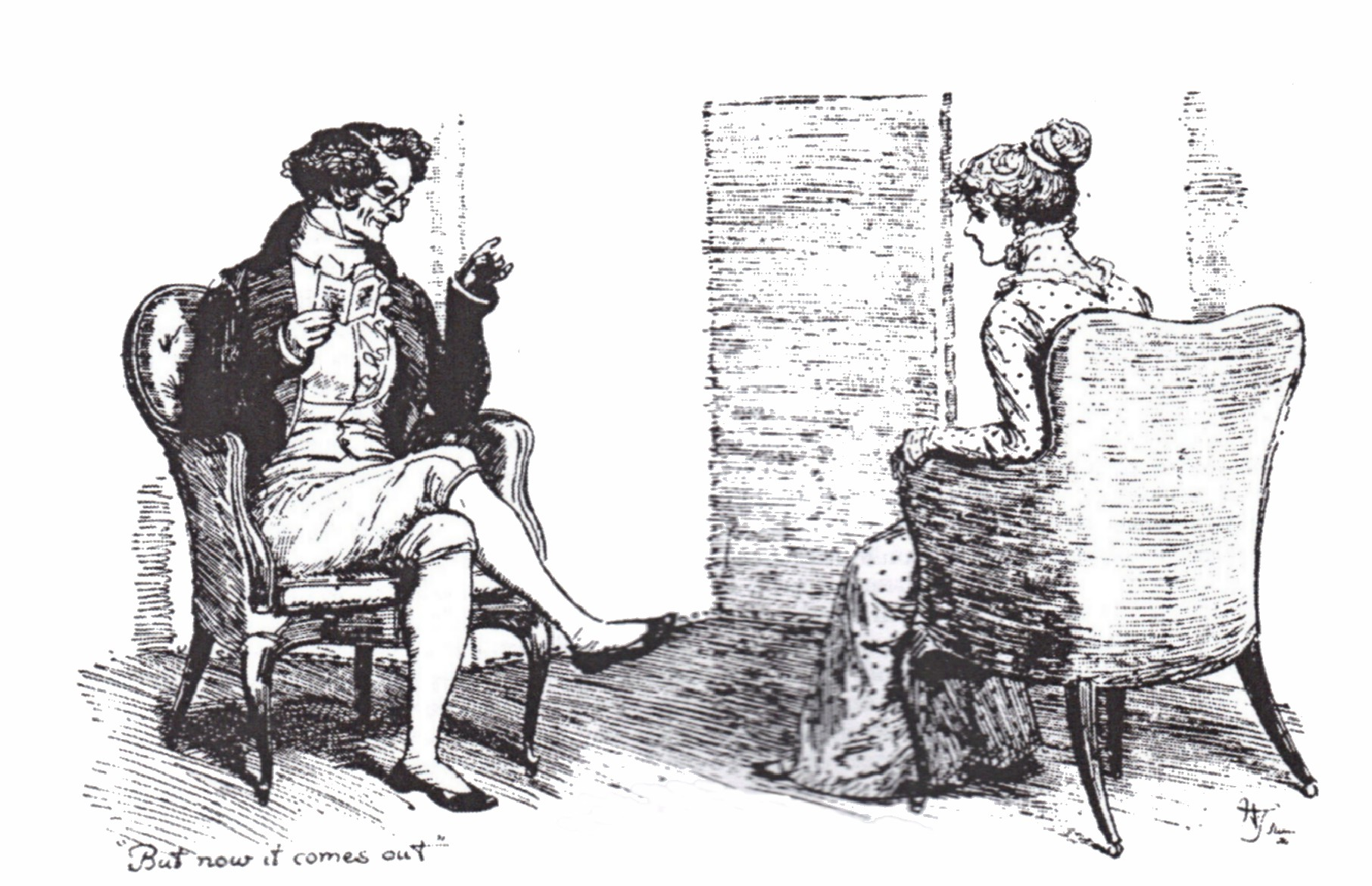
Mr Bennet aime partager avec Elizabeth son amusement devant les absurdités et les inconséquences d'autrui. (Hugh Thomson, 1984).

Ses relations avec Elizabeth sont privilégiées parce qu'il apprécie sa vive intelligence et sa tournure d'esprit, proche de la sienne. Il n'y a rien de sentimental dans leur affection mutuelle. Il semble de toute façon incapable d'exprimer de l'émotion, même à son égard, se contentant, alors qu'il est heureux de la voir revenir de Netherfield avec Jane, « d'exprimer son plaisir de façon très laconique » et, à son retour de Hunsford, de répéter plusieurs fois, « délibérément : je suis content que tu sois rentrée, Lizzy ». Elle a beau être sa préférée, cela ne l'empêche pas, lorsqu'elle vient, respectueusement mais fermement, demander qu'il prenne ses responsabilités et contrôle la « rage d'admiration » de Lydia, de tourner en dérision ses inquiétudes devant des imprudences qu'il qualifie seulement de little absurdity ; et pas davantage de se moquer d'elle : « A-t-elle fait fuir l'un de vos amoureux ? ». Il l'invite, avec une inconsciente cruauté, à partager son amusement lorsque Mr Collins se fait l'écho de la rumeur qu'il juge « délicieusement absurde » de son prochain mariage avec Darcy, ce « Monsieur Darcy, qui ne t'a sans doute jamais regardée de sa vie ! ».
L'amour qu'il lui porte est cependant plus fort que son indolence puisque, lorsque la compagnie à Longbourn sera réduite à sa sotte épouse et l'insipide Mary, il n'hésitera pas à la fuir et s'inviter à Pemberley, mais par surprise et, à son habitude, sans trop se soucier de savoir si sa présence est souhaitée ou importune : « He delighted in going to Pemberley, especially when he was least expected ».
Elizabeth l'admire mais a la tristesse de voir avec lucidité ses défauts, en particulier son « continual breach of conjugal obligation and decorum », ce mépris constant et inconvenant avec lequel il traite ouvertement sa femme. Et même si elle aime rire comme lui des absurdités et de l'inconséquence d'autrui (follies and nonsense, whims and inconsistencies, dit-elle), elle ne peut approuver totalement son détachement amer et sa philosophie cynique : « Pourquoi vivons-nous, si ce n'est pour être la cible des moqueries de nos voisins et nous moquer d'eux à notre tour ? » (« For what do we live, but to make sport for our neighbours, and laugh at them in our turn? »).
Mais lorsqu'il apprend qu'elle s'est fiancée à Darcy il ne manie plus ni l'humour ni l'ironie. La gravité et la simplicité avec lesquelles il lui parle montrent, outre une réelle sollicitude paternelle, la lucidité et la profondeur de la blessure personnelle de cet homme qui dévoile discrètement sa souffrance d'avoir été incapable, lui, de respecter la compagne de sa vie : « Je connais ton caractère, Lizzy. Je sais que tu ne pourras pas être heureuse ni te conduire de façon respectable si tu n'estimes pas réellement ton mari, si tu ne le considères pas comme un être supérieur. Tes dispositions et ta vivacité te mettraient en très grand danger dans un mariage mal assorti. Tu ne pourrais pratiquement pas éviter le mépris et l'amertume. Mon enfant, épargne-moi le chagrin de te voir, toi, incapable de respecter le compagnon de ta vie. Tu ne sais pas ce à quoi tu t'exposes ». Et Elizabeth a finalement la satisfaction de le voir secouer son indolence et se donner beaucoup de mal (« taking pains ») pour faire la connaissance de Darcy.

#### Un personnage essentiel
Mr Bennet n'apparaît pas souvent dans le roman, mais il joue un rôle essentiel dans la diégèse, puisqu'en ridiculisant sa femme devant ses filles et en refusant de surveiller Lydia, il endosse une certaine responsabilité dans le comportement irresponsable de cette dernière. Il est surtout le personnage référent d'Elizabeth, son modèle en grande partie, celui qui lui a appris l'indépendance d'esprit. Il a formé son jugement, l'a encouragée à s'exprimer librement, lui a appris à se moquer de soi-même et à rire des absurdités de l'existence.
Et si Jane Austen a mis beaucoup d'elle-même dans Elizabeth, elle est aussi présente dans la voix sarcastique de Mr Bennet. Elle met souvent ses lecteurs dans la position de rire comme lui des absurdités de Mrs Bennet et des inconséquences des autres personnages ridicules du roman, en particulier Mr Collins, au point de leur faire perdre de vue ses faiblesses et sa responsabilité.

### William Collins

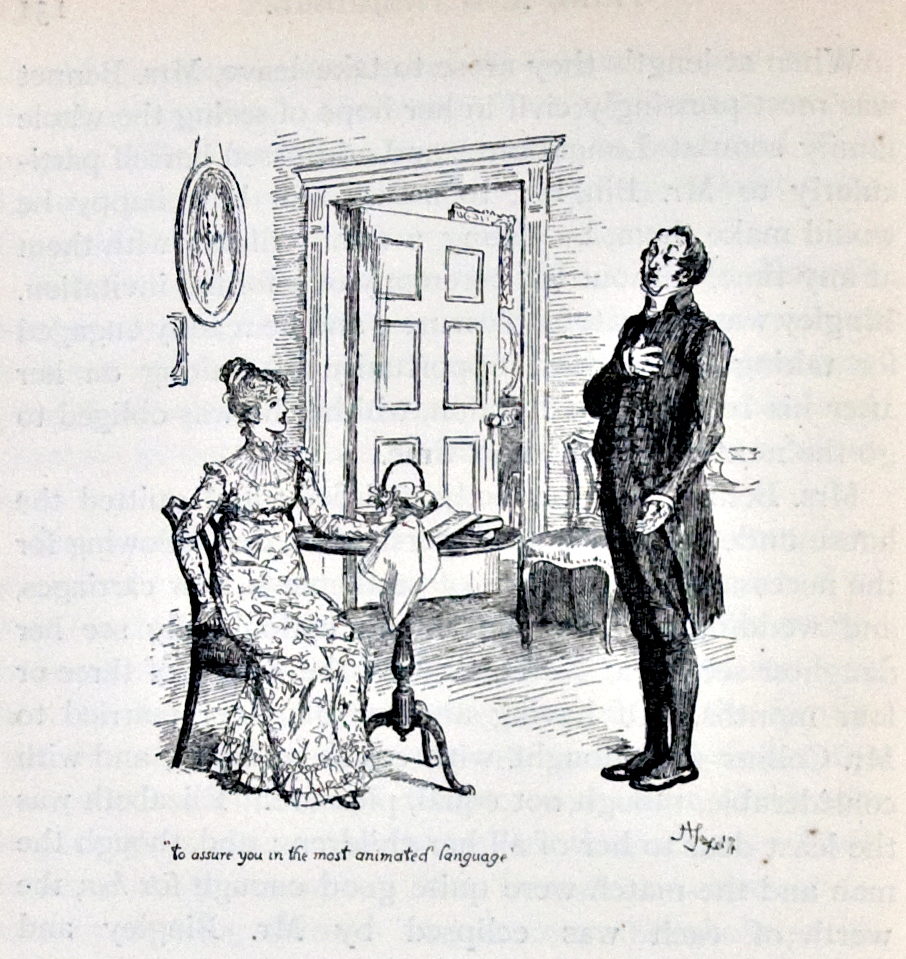
Mr Collins veut se marier pour donner l'exemple, ajouter à son bonheur et surtout obéir aux recommandations de la noble dame que j'ai l'honneur d'appeler ma patronne (Hugh Thomson, 1984).

On connaît le prénom de ce parent de Mr Bennet par la signature apposée au bas de la lettre qu'il lui adresse, au chapitre 13, pour annoncer sa visite. Partout ailleurs dans le roman, il est désigné comme « Mr Collins ». On sait de lui que c'est un clergyman occupant la fonction de pasteur (rector) et résidant au presbytère (parsonage) de Hunsford.
Son lien de parenté exact avec Mr Bennet n'est pas précisé : c'est un « cousin éloigné » (« a distant relation »), le prochain sur la liste des héritiers de Longbourn en ligne mâle (next in the entail of Longbourn estate). Ironiquement, alors que le but de la « substitution héréditaire » est de transmettre le domaine intact au dernier descendant mâle vivant de la lignée du premier possédant (primogéniture masculine), Mr Bennet et son héritier ne portent pas le même nom.
Selon William et Richard Arthur Austen-Leigh, le personnage de Collins a été inspiré à Jane Austen par une personne réelle, le révérend Samuel Blackall, qui lui a fait une cour maladroite et pesante en 1797. Mais le révérend Edward Cooper, le fils de Jane Leigh, sœur de sa mère, un homme insensible et pompeux dont Jane évoque avec répulsion les « lettres de cruel réconfort » peut aussi avoir inspiré le personnage de Collins.

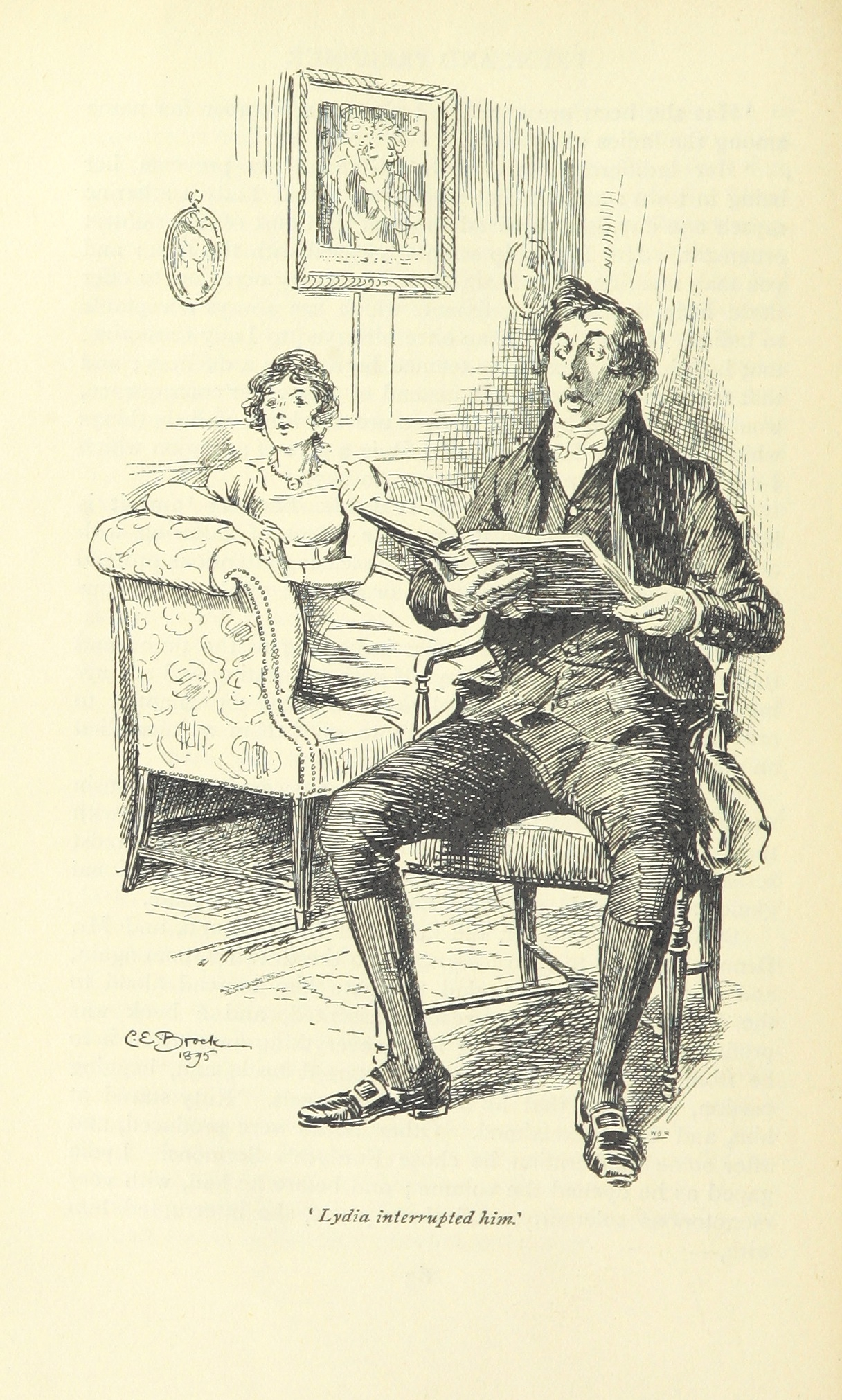
Mr Collins « divertit » ses cousines en leur lisant un sermon de Fordyce « avec une monotone solennité » (C. E. Brock, 1895).

Âgé de 25 ans, Collins est grand, balourd, guindé. Élevé par un père autoritaire, illettré et avare, il est, précise la narratrice, « dépourvu d'intelligence, et ni l'éducation ni l'expérience ne l'[ont] aidé à combler cette lacune de la nature ». Son étrange lettre d'introduction, ses compliments pesants et stéréotypés, ses excuses à rallonge, son sérieux pontifiant en font un personnage ridicule, mais parfaitement inconscient de l'être et au contraire très sûr de lui. Il a l'intention, louable à ses yeux, de réparer l'injustice que son statut d'héritier va faire subir aux demoiselles Bennet, en épousant l'une d'elles. Pour ce faire, il respecte l'ordre de primogéniture, c'est-à-dire que seules Jane puis Elizabeth attirent son attention, alors que Mary, qui par certains aspects lui ressemble beaucoup, est la seule à le regarder avec intérêt. Pour un homme projetant de se marier, il se montre incapable de se rendre agréable aux jeunes filles, dont il remarque avec aigreur qu'elles sont souvent peu intéressées par les livres sérieux : il leur lit, d'une voix monotone et pompeuse, les Sermons de Fordyce.
William Collins fait preuve à l'égard de Lady Catherine de Bourgh, son orgueilleuse patronne, d'une servilité allant jusqu'à l'abjection, tout en ayant « une très haute opinion de lui-même, de son autorité pastorale et de ses droits paroissiaux », ce qui fait cohabiter dans sa personnalité un improbable « mélange d'orgueil et d'obséquiosité, de vanité et d'humilité ». Pénétré de la condescendante bienveillance qu'elle lui montre, il est ravi de faire admirer à Elizabeth, lorsqu'elle vient à Hunsford, ce qu'elle a si dédaigneusement refusé. Il ne peut imaginer qu'elle puisse être insensible à l'honneur d'être « introduite dans une société vraiment supérieure », et qu'elle est seulement curieuse de voir comment s'en sort son amie Charlotte. Celle-ci, qui a pris la mesure de la solennelle bêtise de son mari, se montre capable de le diriger adroitement, ou de feindre d'ignorer ses sottes remarques.
Sa ridicule et indélicate déclaration à Elizabeth, comme la cruelle lettre de condoléances qui suit l'enlèvement de Lydia démontrent son absence de sensibilité, son manque de tact et de finesse. Sa réaction écrite au mariage de Lydia le révèle peu enclin à la charité chrétienne et au pardon des offenses et dénote une conception bien peu évangélique de ses devoirs de pasteur. Il ne se soucie pas vraiment de la vie spirituelle et morale de ses paroissiens, si on se réfère à sa conception du métier de recteur de paroisse, telle qu'il la détaille à Netherfield : les revenus paroissiaux (living), la récupération des dîmes (tythes), l'entretien de sa résidence, et les devoirs à rendre à sa protectrice (dans cet ordre) lui paraissent au moins aussi importants que l'écriture des sermons dominicaux.
Il se comporte en outre comme un délateur, voire un sycophante, rapportant à Lady Catherine par le menu (minutest concerns) les faits et gestes de ses ouailles, mais aussi les rumeurs venues du Hertfordshire.

## La fratrie: cinq filles à marier

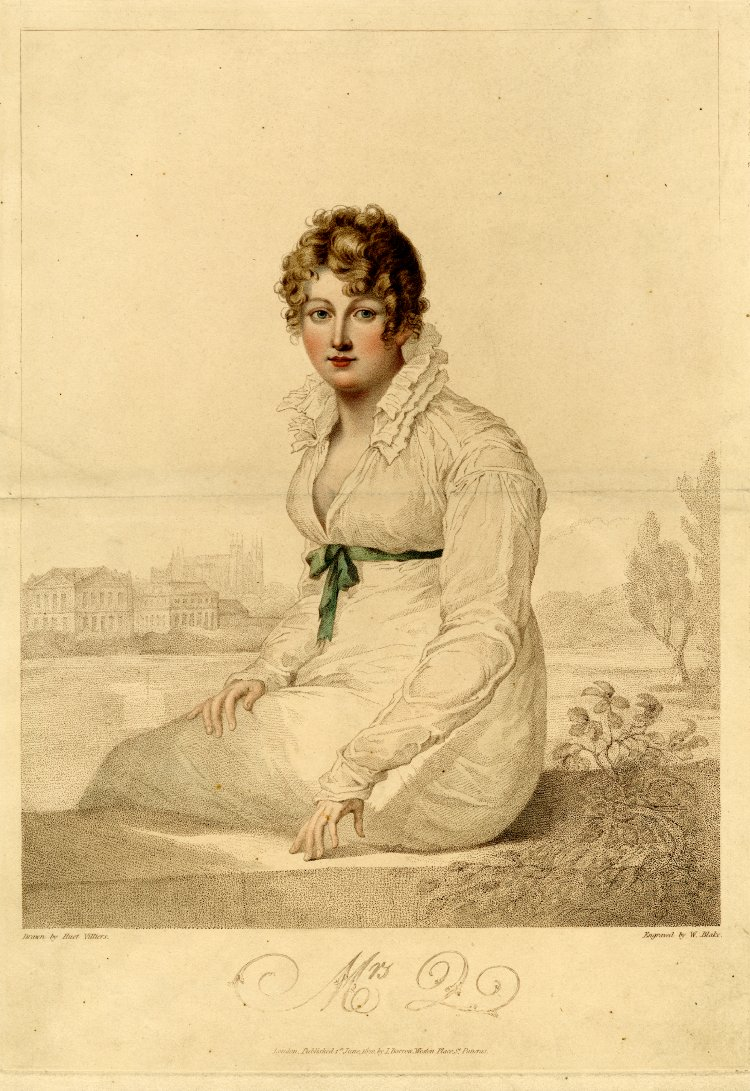
Deirdre le Faye pense que ce portrait de Mrs Harriet Quentin est le « petit portrait de Mrs Bingley, extraordinairement ressemblant » qu'évoque Jane Austen dans la lettre à Cassandra du 24 mai 1813.

Cinq sœurs aussi rapprochées en âge (elles ont entre 15 et 22 ans) et ayant toutes fait leur « entrée dans le monde » (« out » en anglais), pourraient être des rivales, mais leur caractère et leurs centres d'intérêt sont trop différents pour cela. Jane Austen leur a donné à chacune une personnalité bien distincte et étudie leurs relations complexes, même si elle s'intéresse surtout au devenir des deux aînées, comme dans son précédent roman. Elle ne néglige cependant pas les autres et observe avec soin leur évolution différente et leurs interactions réciproques. Elles ont chacune cherché à compenser comme elles le pouvaient le fait de disposer de parents si peu responsables, ce qui a amené les deux aînées à former un couple fraternel très uni et les deux plus jeunes un autre plus conflictuel, laissant isolée celle du milieu, Mary, qui a dû chercher ailleurs des compensations.

### Jane et Elizabeth
Les deux sœurs aînées semblent posséder chacune plus de dons et de qualités que toutes les autres. Elles offrent l'un des plus beaux exemples d'amitié féminine de toute la littérature romanesque de la fin du XVIIIe et du début du  XIXe siècle.

#### Jane Bennet
Jane Bennet est la seule à être appelée « Miss Bennet », en sa qualité d'aînée de la fratrie. Dépeinte comme la plus belle des cinq sœurs, elle est aussi parfaitement bien éduquée, discrète, réservée et généreuse. Plus prudente qu'Elizabeth quand il s'agit de juger autrui, elle hésite à condamner Wickham ou Darcy « de manière hâtive » et sans preuves indéniables, ou à déprécier Caroline Bingley, dont elle met longtemps à admettre l'hypocrisie.
Alors que ses sœurs possèdent à divers degrés des traits de caractères hérités de l'un ou l'autre de leurs parents, Jane, par son absence totale d'égoïsme, sa douceur « angélique » confinant à la naïveté, semble se démarquer du reste de la famille Bennet et être plus proche des Gardiner.
Elle se fait une haute idée de ses devoirs de fille et de sœur aînée, qu'elle assume avec vaillance quand le comportement irresponsable de Lydia affecte la maisonnée, se conduit toujours avec mesure et une douceur innée. Ce caractère et ce comportement la rendent également chère à ses deux parents. Pour tous les deux, elle est la « seconde » préférée : pour son père qui apprécie son bon sens et son bon cœur, elle passe après Elizabeth, pour sa mère sensible à sa beauté et à sa complaisance, après Lydia.

#### Elizabeth Bennet
Elizabeth a deux ans de moins que Jane, comme Jane Austen elle-même a deux ans de moins que Cassandra. De même, la relation qu'Elizabeth développe avec son aînée est comme le reflet de la profonde affection qui unissait les deux sœurs Austen.

#### Le couple Jane-Elizabeth:«Deux sœurs si proches»
Les deux aînées sont unies par un lien profond, malgré ou grâce à leur grande différence de caractères. Elles assument ensemble les soucis et les responsabilités, Jane suppléant aux défaillances de sa mère, tandis qu'Elizabeth, qui partage en partie le cynisme de son père, s'identifie davantage à lui. Cependant, le personnage de Jane est moins développé et approfondi que celui d'Elizabeth, de même que Bingley l'est moins que Darcy. En effet, ces personnages secondaires, aimables et bienveillants tous les deux, mais un peu ternes, servent de repoussoir aux personnages principaux. La perfection « angélique » de la belle Jane, son caractère facile, son comportement, si conforme au rôle féminin traditionnel, contrastent vivement avec la fougue et la vitalité de sa cadette. Jane est la voix de la raison qui permet à Elizabeth de prendre conscience du caractère parfois trop rapides et trop tranchants de ses jugements, et dont elle reconnaît honnêtement, après les révélations de la lettre de Darcy, qu'elle a souvent injustement méprisé les jugements charitables (generous candour). Cependant, ce calme et cette douceur de caractère (pliancy of temper) la rendent trop facilement influençable, voire manipulable : elle doit apprendre à moins croire à la bonté universelle, comme Elizabeth doit apprendre à nuancer ses jugements à l'emporte-pièce.

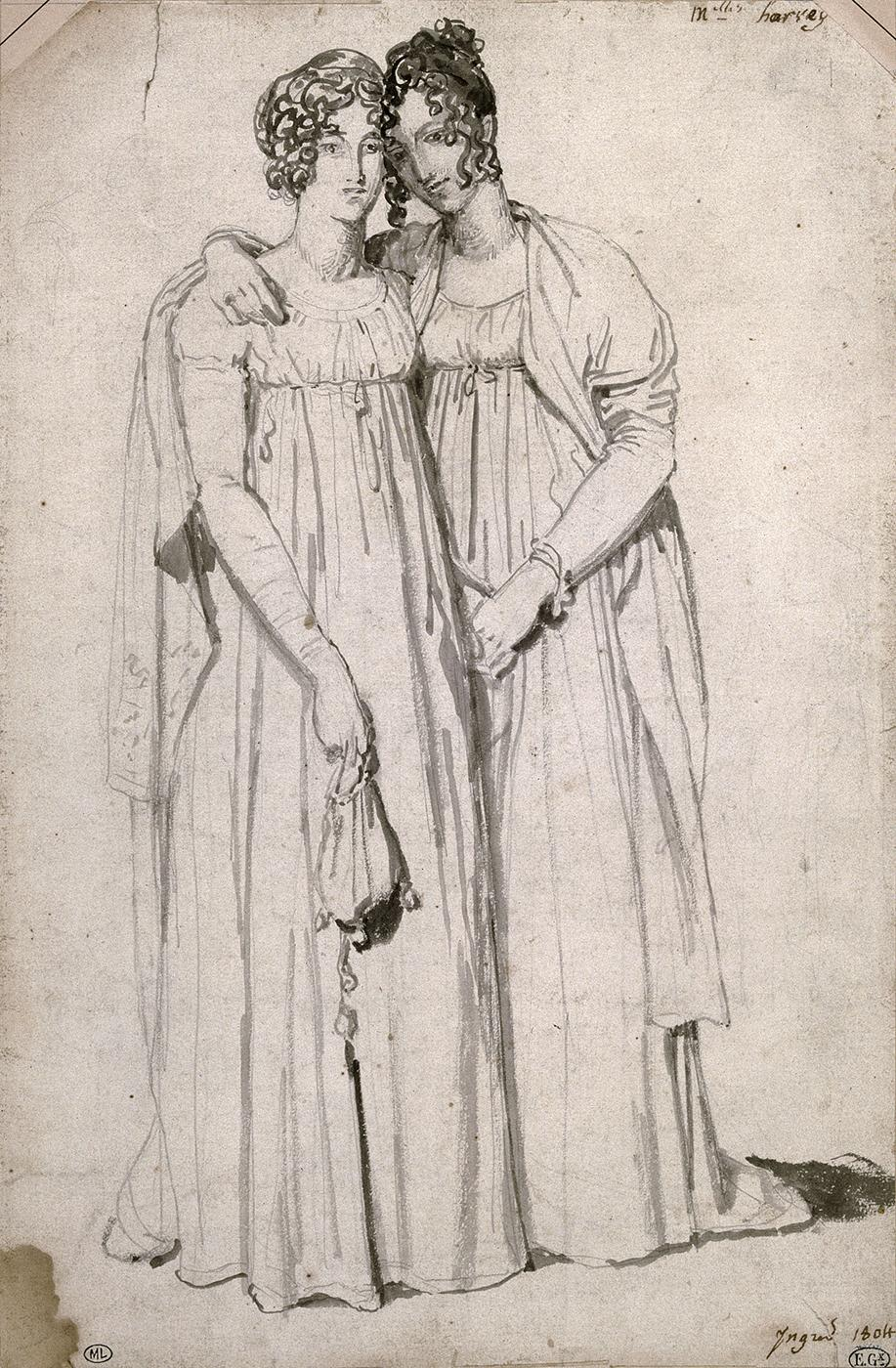
Jane et Elizabeth aussi sont très unies (Les sœurs Harvey, par Ingres, 1804).

Il n'y a entre elles aucune rivalité, aucune jalousie, au contraire, leur affection mutuelle est sans limite ; elle se complètent, se soutiennent et s'appuient l'une sur l'autre. On les voit fréquemment réagir plus raisonnablement que leurs plus jeunes sœurs ; par exemple, au moment du départ du régiment, elles sont les seules à manger, boire et dormir normalement. Si elles sont loin d'être des femmes parfaites, elles sont des sœurs idéales qui s'enseignent mutuellement : Elizabeth explique à Jane les véritables ambitions de Caroline Bingley dont elle a percé à jour l'hypocrisie, mais Jane lui apprend à nuancer ses jugements et à avoir plus de tolérance envers les choix matrimoniaux de Charlotte Lucas.
Elles se font des confidences, réfléchissent, s'écrivent lorsqu'elles sont séparées et peuvent passer « la moitié de la nuit à discuter ». Elles décident ensemble de la conduite à tenir une fois connu le caractère de Wickham. Dans les moments difficiles, elles ont besoin l'une de l'autre : la présence de Jane manque à Elizabeth qui vient de découvrir à quel point elle s'est trompée sur Wickham et Darcy ; une fois la disparition de Lydia révélée, Jane souhaite le retour rapide d'Elizabeth et celle-ci « brûle de rentrer à la maison, d'entendre, de voir, d'être sur place pour partager avec sa sœur les soucis qui devaient maintenant entièrement peser sur elle, dans une famille aussi perturbée ».
Leur profonde affection fraternelle est fréquemment soulignée : Elizabeth n'hésite pas à braver trois miles de chemin boueux pour aller réconforter Jane malade et si elle rejette Darcy à Hunsford, c'est en grande partie à cause de son rôle dans la séparation de Bingley et de sa sœur « très aimée », consciente de la profondeur de ses sentiments et de sa souffrance d'être délaissée par l'homme qu'elle aime. Assumant dans une certaine mesure le rôle protecteur que le père n'assure pas, elle lui cache la partie de la lettre de Darcy qui la concerne et le jugement qu'il porte sur leur famille ; elle reste évasive sur la rencontre avec Bingley - qui semble toujours penser à elle - dans le Derbyshire, pour ne pas augmenter sa peine. En revanche, éclairée par cette lettre, elle se montre encore plus décidée à contrôler le comportement de ses jeunes sœurs, sans succès pour Lydia, que son père laisse imprudemment partir à Brighton ; mais elle peut espérer que « Kitty retrouve un jour la part de bon sens que lui a donné la nature », une fois le régiment parti.
Jane est toujours la première, voire la seule, à qui Elizabeth confie ses sentiments : sa déception devant le choix matrimonial de Charlotte, son rejet de Darcy à Hunsford ; Jane lui confie son amour pour Bingley puis son bonheur d'être aimée lorsqu'il a demandé sa main, elle s'inquiète des sentiments réels de sa sœur pour Darcy lorsque celle-ci lui annonce leurs fiançailles. Mariées, elles auront la joie de ne pas être séparées, puisqu'elles habiteront « à moins de trente miles » l'une de l'autre, leur lien fraternel renforcé par la solide amitié qui unit leurs maris : « Jane and Elizabeth, in addition to every other source of happiness, were within thirty miles of each other ».

### Kitty et Lydia

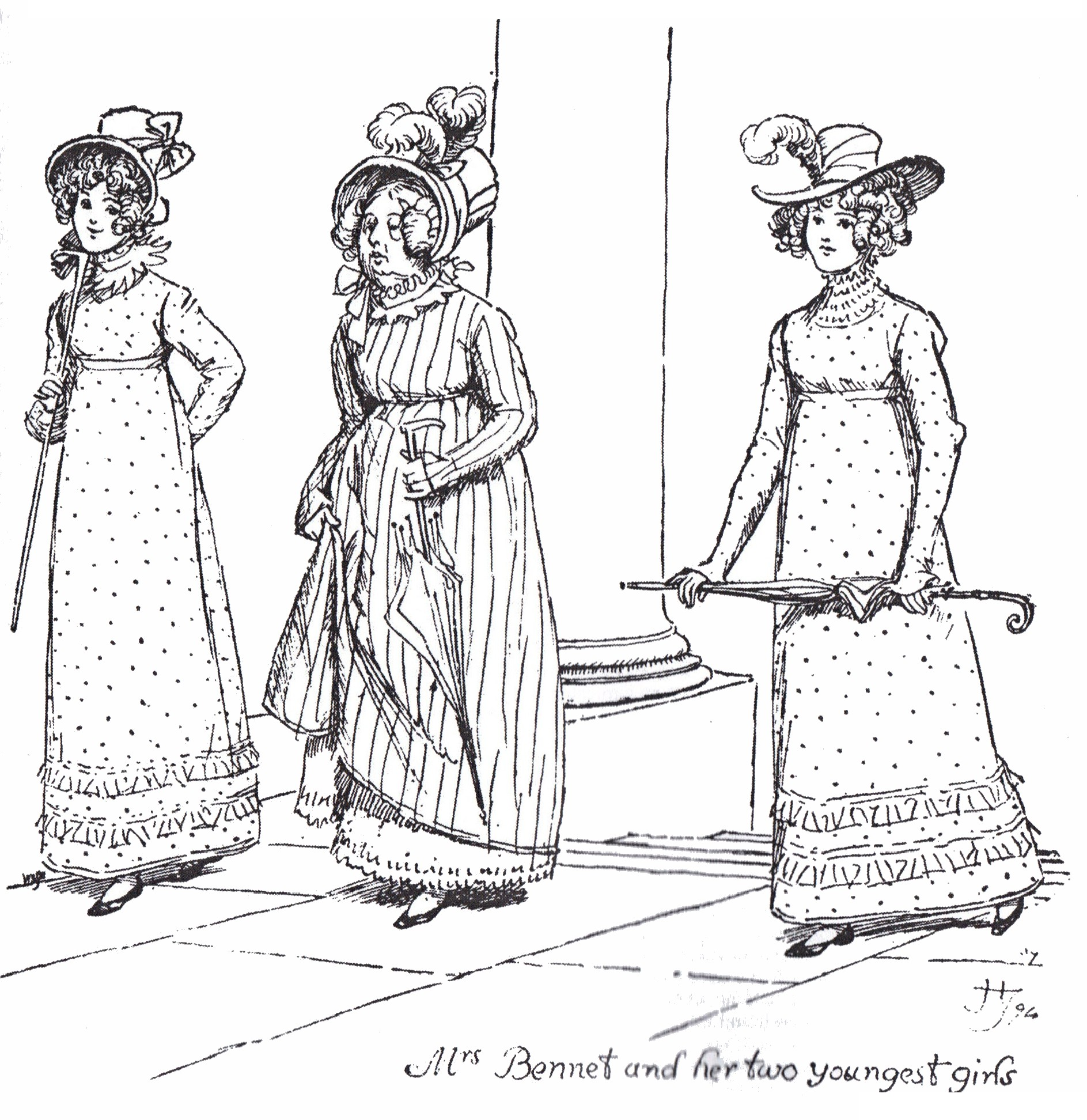
Mrs Bennet emmène avec elle ses deux benjamines lorsqu'elle vient voir Jane souffrante à Netherfield (Hugh Thomson, 1984).

Le deuxième couple de sœurs, à la différence du premier, fonctionne sur un mode asymétrique, avec une personnalité dominante, Lydia, et une dominée, Catherine, qui a tendance à l'imiter en tout, en particulier dans son intérêt pour les jeunes gens en uniforme.

#### Catherine Bennet
Catherine (Kitty) est avec Elizabeth (Lizzie), la seule des cinq sœurs Bennet à se faire souvent appeler par son diminutif affectueux. Elle est coquette, frivole, superficielle et manque de caractère. Elle se laisse entraîner par Lydia, sa jeune sœur au caractère plus affirmé, qui a pris de l'ascendant sur elle. Elles se rendent ensemble chez leur tante à Meryton, à l'affut des mille potins qui font leurs délices et le fond de leur conversation. Kitty est aussi jalouse de Lydia, dont elle admire et envie l'aisance et l'assurance, sans voir combien ses manières sont peu convenables tant leur éducation à toutes deux a été négligée. Elle ne réalise pas davantage l'imprudence et la gravité du comportement de Lydia à Brighton, elle est seulement fière d'en savoir plus que les autres. En effet, comme Jane l'apprend à Elizabeth dès son retour, Lydia l'avait mise au courant de son idylle avec Wickham plusieurs semaines auparavant et, dans sa dernière lettre, l'avait préparée à l'éventualité de son enlèvement.
Kitty semble aussi de moins bonne santé que ses sœurs : il lui arrive de tousser et Jane la dit menue et fragile (slight and delicate). Renfrognée, agitée, elle a un caractère difficile, ce qui peut s'expliquer par sa situation dans la fratrie, venant après trois sœurs plus brillantes et suivie d'une benjamine envahissante et dominatrice. Ce n'est que lorsqu'elle est enfin séparée de Lydia qu'elle est présentée comme capable d'évoluer favorablement. La bonne influence et l'attention de ses deux aînées, chez qui elle vivra la plupart du temps après leur mariage, aideront cette personnalité faible à devenir « moins irritable, moins ignorante, moins désagréable ». L'auteur lui a, semble-t-il, imaginé un avenir tout à fait convenable, puisque James Edward Austen-Leigh dans ses Souvenirs de Jane Austen rapporte que « Kitty fit un mariage satisfaisant avec un clergyman, à proximité de Pemberley » (Kitty Bennet was satisfactorily married to a clergyman near Pemberley).

#### Lydia Bennet

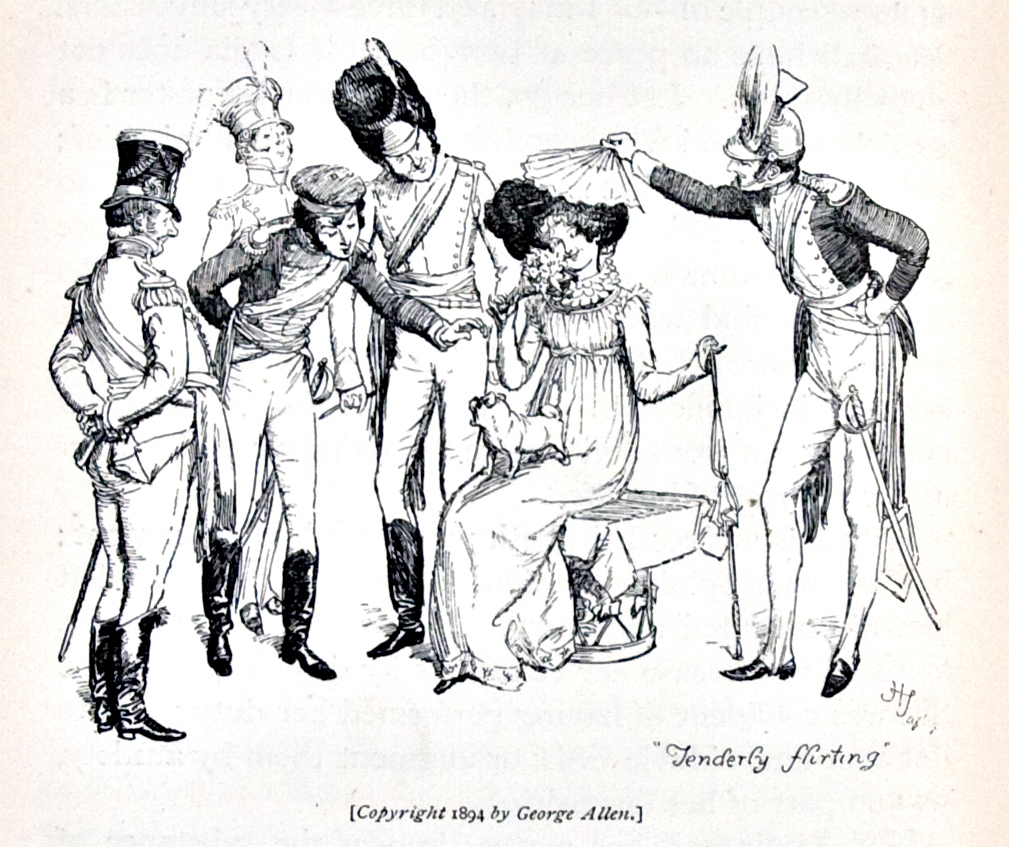
Lydia imagine qu'elle sera l'objet des plus tendres attentions une fois à Brighton (Hugh Thomson, 1894).

Égocentrique et habituée à n'en faire qu'à sa tête, Lydia est la petite dernière et la préférée de sa mère à laquelle elle ressemble beaucoup. Elle est impulsive, déterminée et totalement irréfléchie. Elle ne songe qu'à profiter de tous les plaisirs qu'offrent les bals, les loteries ou les cartes. Elle rit facilement aux éclats, ce qui n'est pas un signe de bonne éducation, car rire sans retenue est considéré comme un indice évident de manque de contrôle de ses pulsions. Sa seule préoccupation est de flirter avec les jeunes officiers de la milice, décidée qu'elle est à trouver un mari avant ses sœurs : « Comme j'aimerais me marier avant vous ! » avoue-t-elle naïvement. Soutenue par sa mère, qui compense à travers elle ses propres frustrations, elle n'écoute personne et n'a aucun sens des convenances : elle parle toujours sans réfléchir et souvent impoliment (always unguarded and often uncivil), coupant bruyamment la parole et, par exemple, apostrophant « abruptement » Bingley pour lui rappeler sa promesse de donner un bal.
Elle n'a pas davantage de sens moral : elle trahit la confiance du colonel Forster, à la garde duquel son père l'a confiée, en s'enfuyant avec Wickham, dont elle s'est entichée ; elle s'entête à rester avec lui, certaine qu'il finira par l'épouser, sans se soucier des conséquences, ni pour sa réputation, ni pour celle de sa famille et de ses sœurs. Son enlèvement est juste à ses yeux une énorme plaisanterie, comme elle l'écrit à Mrs Forster, secouée de rire : « What a good joke it will be! I can hardly write for laughing ». Elle n'a conscience ni des conséquences matérielles ni des conséquences morales de son acte, elle ne pense qu'à satisfaire ses envies. Caricature de l'héroïne de roman sentimental, elle rêve d'enlèvement, de mariage secret ; elle est, de tous les personnages féminins de Jane Austen, la « seule qui suit son cœur (ou ses hormones) pour le pire », celle qui va le plus loin dans la transgression. Certes, elle est moins coupable socialement que Mrs Rushworth (Maria Bertram), qui, en s'enfuyant avec Henry Crawford, commet un adultère, mais elle est impudente, effrontée, totalement amorale.
Il existe un certain nombre de points communs entre Elizabeth et Lydia, les deux filles Bennet qui aiment rire et n'observent pas les conventions sociales. Chacune est la préférée d'un de leurs parents et est attirée par Wickham. Cependant le comportement de Lydia, totalement incontrôlé, sert de repoussoir à celui d'Elizabeth, qui sait quand il vaut mieux maîtriser son envie de rire, jusqu'à quel point braver les conventions et combien il serait imprudent de pousser trop loin un flirt avec Wickham. Elle apprend aussi à vaincre ses préjugés, elle mûrit et progresse, alors que Lydia ne change pas et reste toujours « insoumise, sûre d'elle, indomptée, bruyante, téméraire » (Lydia was Lydia still; untamed, unabashed, wild, noisy, and fearless).

### Mary Bennet

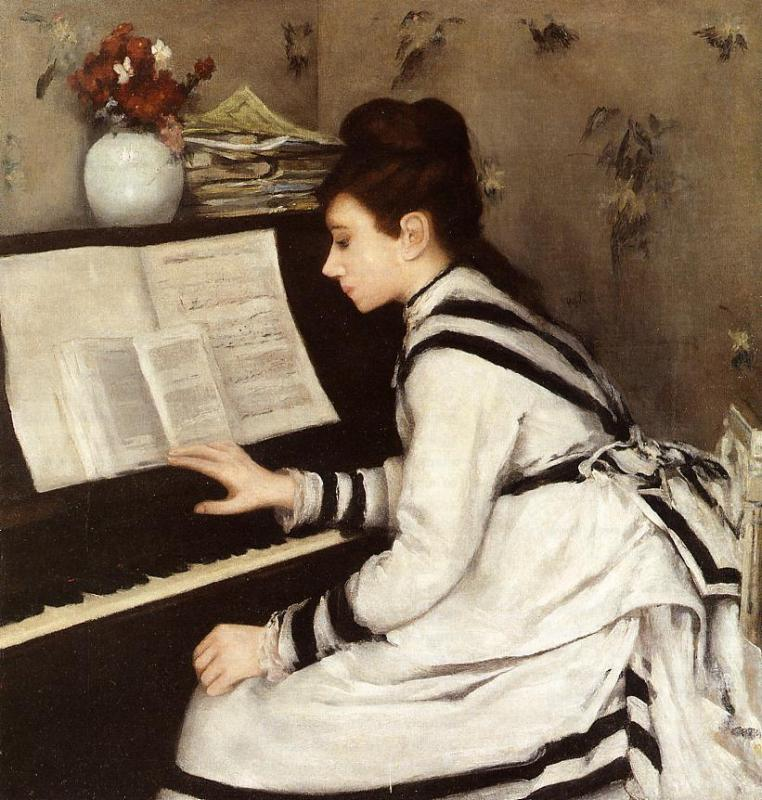
Mary lit beaucoup et étudie assidument le piano (tableau d'Eva Gonzalès, ~ 1878).

La troisième des filles Bennet est un peu isolée, coincée entre les deux paires de sœurs, ses raisonnables aînées et ses folles cadettes, la seule aussi à n'être pas jolie. Elle a donc cherché avec ardeur d'autres façons de se faire remarquer : des connaissances intellectuelles et des talents de société (knowledge and accomplishments). Mais elle est vaniteuse : elle étale doctement son savoir et tient à démontrer ses accomplishments. Son père la traite de sotte et se moque de ses prétentions littéraires. Dès l'incipit, il la déstabilise par une remarque abrupte et ironique : « tu es une demoiselle qui réfléchit beaucoup, je le sais, tu lis de gros livres et tu recopies des citations », mais elle ne trouve rien d'intelligent ni de spirituel à répondre. Si elle lit beaucoup, elle n'a guère tiré parti de ses lectures, car elle a l'esprit étroit. Son érudition est livresque et elle débite ses remarques sur le ton ampoulé et docte d'un professeur... ou d'un perroquet : les vérités profondes qu'elle aime asséner à ses proches ne sont souvent que des lieux communs et des généralités, citations tirées de lectures mal digérées et qu'elle présente comme issues d'une expérience personnelle qu'elle est trop jeune pour avoir. Elle travaille aussi assidûment le chant et le piano, mais, n'ayant « ni génie ni goût », elle joue de façon prétentieuse et sa voix manque de force.
La narratrice n'est pas plus tendre envers elle que les membres de sa famille, soulignant le ridicule de ses prétentions, car la vanité « lui avait aussi donné un air pédant et des manières affectées qui auraient fait du tort à un niveau d'excellence plus élevé que celui qu'elle avait atteint ». Son pédantisme et son moralisme la rapprochent de Mr Collins, mais personne dans la famille, à part sa mère, n'a remarqué qu'elle n'aurait pas refusé, si Mr Collins l'avait choisie. En effet, précise la narratrice omnisciente, elle fait grand cas de ses capacités, est souvent frappée par le bon sens de ses observations et pense que, « bien que loin d'être aussi intelligent qu'elle, s'il était encouragé par son propre exemple à lire et à se cultiver, il pourrait faire un très agréable compagnon ».
Pour éviter de se mesurer à ses sœurs et d'affronter la réalité quotidienne, elle se réfugie dans un monde abstrait, « étudiant avec acharnement la basse chiffrée et la nature humaine ». Elle se tient volontairement à l'écart, refusant souvent de se joindre aux promenades de ses sœurs. Son comportement est parfois asocial, puisqu'elle préfère les livres et se méfie des émotions, reprochant par exemple à Elizabeth de se précipiter à Netherfield sans réfléchir pour réconforter Jane souffrante, parce « que tout élan du cœur doit être guidé par la raison, et, à [son] avis, l'effort doit toujours être proportionné au besoin ». De même, après la fuite de Lydia, elle reste dans ses appartements, comme Catherine, laissant Jane assumer seule la direction de la maison en leur trouvant des excuses : le peu de santé de Kitty et la nécessité de ne pas priver la trop studieuse Mary de ses heures de repos (« Kitty is slight and delicate; and Mary studies so much, that her hours of repose should not be broken in on »).
Elle est la seule à rester en permanence à Longbourn après le mariage de ses sœurs, ce qui lui donne, tout compte fait, quelques satisfactions d'amour-propre : elle n'a plus à se comparer à elles. Dans une société si sensible à la belle apparence, son manque de beauté l'a pénalisée et il est vraisemblable que, si elle avait été aussi jolie que ses sœurs, elle aurait évolué différemment. L'auteur ne lui imagine comme avenir que la même situation que sa tante Philips, comme l'écrit James Edward Austen-Leigh : « Mary n'obtint rien de mieux qu'un des clercs de son oncle, et se satisfit d'être une célébrité pour la bonne société de Meryton ».

## Une famille en danger
Outre les problèmes financiers liés à l’entail, les parents Bennet illustrent la faillite d'un certain ordre social et moral. La responsabilité de chacun est engagée : Mr Bennet, père démissionnaire, ne s'est ni soucié de la sécurité financière de ses filles ni inquiété du manque de tenue des plus jeunes, sa femme, sotte et vulgaire, a négligé des pans importants de leur éducation.

### Un domaine «substitué»
Le type d’entail qui pèse sur le domaine peut laisser le lecteur perplexe, car, si la disposition est courante à l'époque, elle existe sous des formes extrêmement complexes. Jane Austen ne donne aucune précision sur la nature exacte de la décision légale à l'origine de cette situation, ni les motifs particuliers du différend entre Mr Bennet et le père de Mr Collins (« The disagreement subsisting between yourself and my late honoured father »). Pour Robert Irvine l’entail sur Longbourn n'est pas une situation imposée ex nihilo à la famille Bennet par la nature, le destin, une nécessité extérieure. Il s'agit d'un arrangement légal, un strict settlement, que Mr Bennet a probablement dû accepter, à sa majorité ou à la signature du contrat de mariage en échange d'un revenu issu du domaine jusqu'à ce que la mort du précédent propriétaire l'en fasse propriétaire à son tour. Les filles ne sont pas systématiquement empêchées d'hériter, comme le montre la situation de Miss de Bourgh. Que celles de Mr Bennet soient explicitement exclues des dispositions de la « substitution » est un arrangement qu'il a accepté, « puisque, naturellement, ils allaient avoir un fils ». Si ses filles sont dans une situation si désespérée, il en porte, au moins partiellement, la responsabilité. On peut y voir une allusion à la fin du volume I, qui se termine par le reproche que lui fait sa femme : « comment peut-on en conscience dépouiller ses propres filles d'un domaine, cela m'échappe ; et tout ça, uniquement pour faire plaisir à Mr Collins ! Et pourquoi lui plutôt qu'un autre ? ». Sa réponse énigmatique : « Je vous laisse le soin d'en décider », la dernière phrase du volume, n'est peut-être pas un commentaire ironique de l'ignorance de sa femme, mais une pirouette, une fuite devant ses responsabilités.
Ce qui est certain, en revanche, c'est que, par paresse ou nonchalance, il a négligé un « devoir », celui auquel s'astreint un bon père de famille : mettre annuellement de l'argent de côté pour augmenter « la dotation de ses filles et de sa femme, si elle lui survivait », au lieu de dépenser tout son confortable revenu. Là encore est pointée sa responsabilité dans la situation à venir de ses filles : exclues de l'héritage, parce que ce sont des filles, risquant la misère parce que le patriarche n'a pas fait son devoir. Les défaillances de Mr Bennet peuvent être vues comme une critique implicite des valeurs traditionnelles, dans la mesure où elles soulignent l'injuste situation des filles, privées de tout droit.
Il n'existe pas de riches relations familiales susceptibles de les aider : Mr Bennet était, semble-t-il, brouillé avec le père de Mr Collins, puisque ce dernier vient offrir la branche d'olivier et cherche à se réconcilier avec la famille Bennet (« in seeking a reconciliation with the Longbourn family »), et il ne semble pas avoir d'autres parents ; l'oncle Philips est un simple avoué de campagne ; et les Gardiner, certes très aisés, ont quatre jeunes enfants et peuvent en avoir d'autres, car Mrs Gardiner est encore jeune. La déchéance sociale est donc une perspective envisageable. Mrs Bennet ne voit qu'un seul moyen d'éviter, tant à elle-même qu'à ses filles, la perte de la sécurité matérielle à laquelle son mariage l'a habituée : les mettre dès que possible sur le « marché du mariage », espérant que l'une ou l'autre attirera rapidement un mari, d'où sa fureur mêlée de désespoir devant le refus d'Elizabeth d'accepter l'offre somme toute charitable de Mr Collins. Pourtant, ni ses filles aînées, ni sa belle-sœur Gardiner ne semblent particulièrement s'inquiéter. Seule Lydia rêve du statut de femme mariée, mais surtout parce qu'il lui donnerait la prééminence sur ses aînées.

### Une éducation négligée

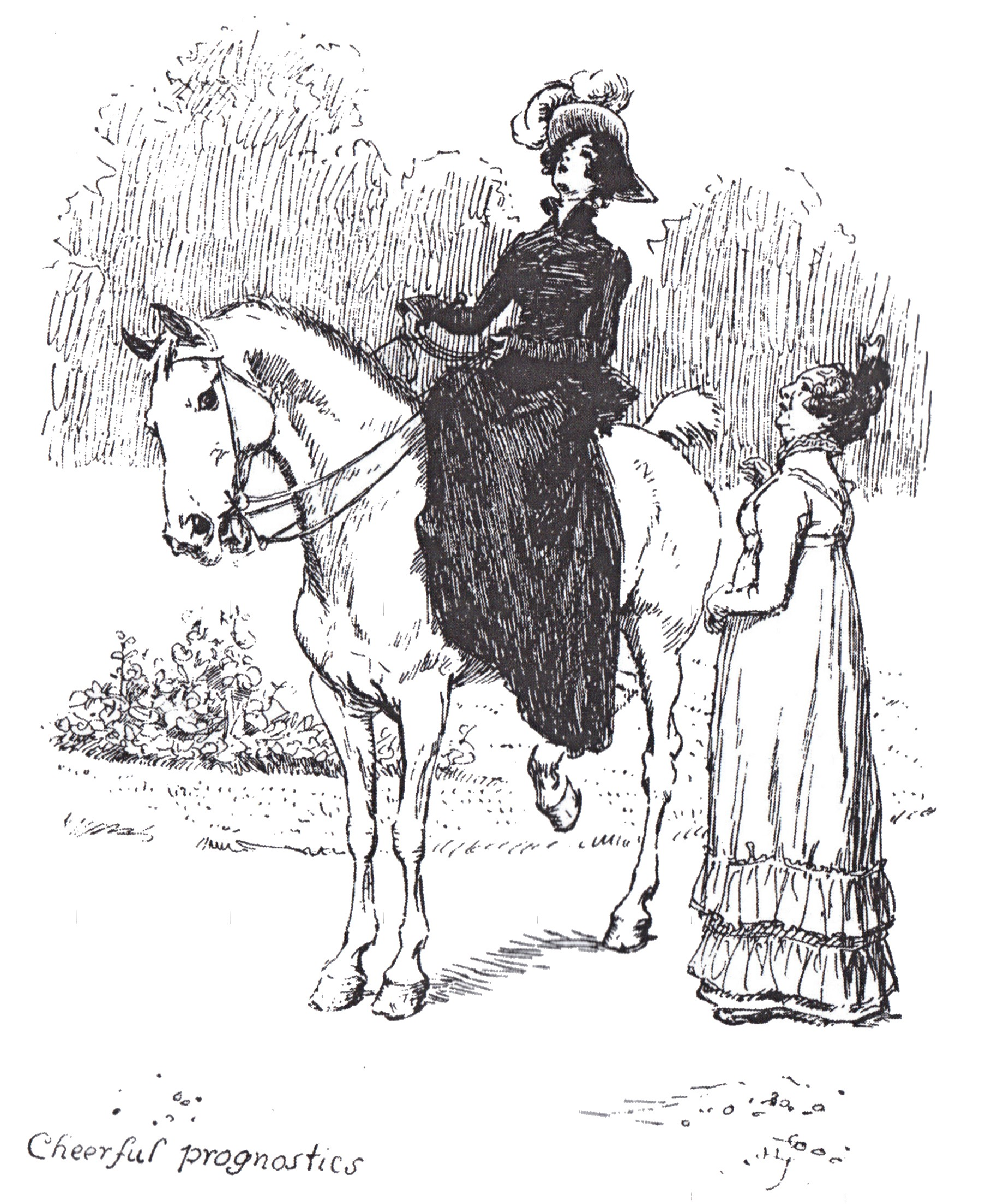
Jane a appris à monter à cheval, mais pas Elizabeth (Hugh Thomson, 1984).

#### Laxisme culturel
Les aînées ont, en partie du moins, une éducation de demoiselles, ce qui montre les aspirations sociales de leur mère : Jane sait monter à cheval, Elizabeth et Mary jouer du piano et chanter. Elles lisent volontiers et leur mère est fière qu'elles ne soient pas obligées de s'occuper d'économie domestique, contrairement à Charlotte Lucas, l'amie d'Elizabeth. Éduquées à domicile et non dans un pensionnat pour jeunes filles comme les sœurs Bingley, elles n'ont cependant pas eu de gouvernante, ce qui indique que leur éducation a été très peu conventionnelle et qu'on les a laissées parfaitement libres de se cultiver ou non, comme Elizabeth le reconnaît devant une Lady Catherine choquée : « Par rapport à certaines familles, nous avons été négligées, je crois ; mais celles d'entre nous qui voulaient apprendre en ont toujours eu les moyens. Nous avons toujours été encouragées à lire et nous avons eu tous les maîtres dont nous avions besoin. Celles qui préféraient rester oisives ont été libres de le faire ».
Mary étudie beaucoup et assidûment, mais seule, elle aussi, sans guide et sans beaucoup de discernement. Et les deux plus jeunes, qui ont « préféré rester oisives », sont qualifiées de « vaines, ignorantes, paresseuses et sans aucune retenue » par Elizabeth. Aucune n'a acquis le bagage nécessaire pour gagner sa vie comme gouvernante, aucune n'est éduquée à vivre à l'économie, alors qu'un sort pire que celui que vivent les dames Dashwood les menace, à la mort de leur père.

#### Laxisme moral

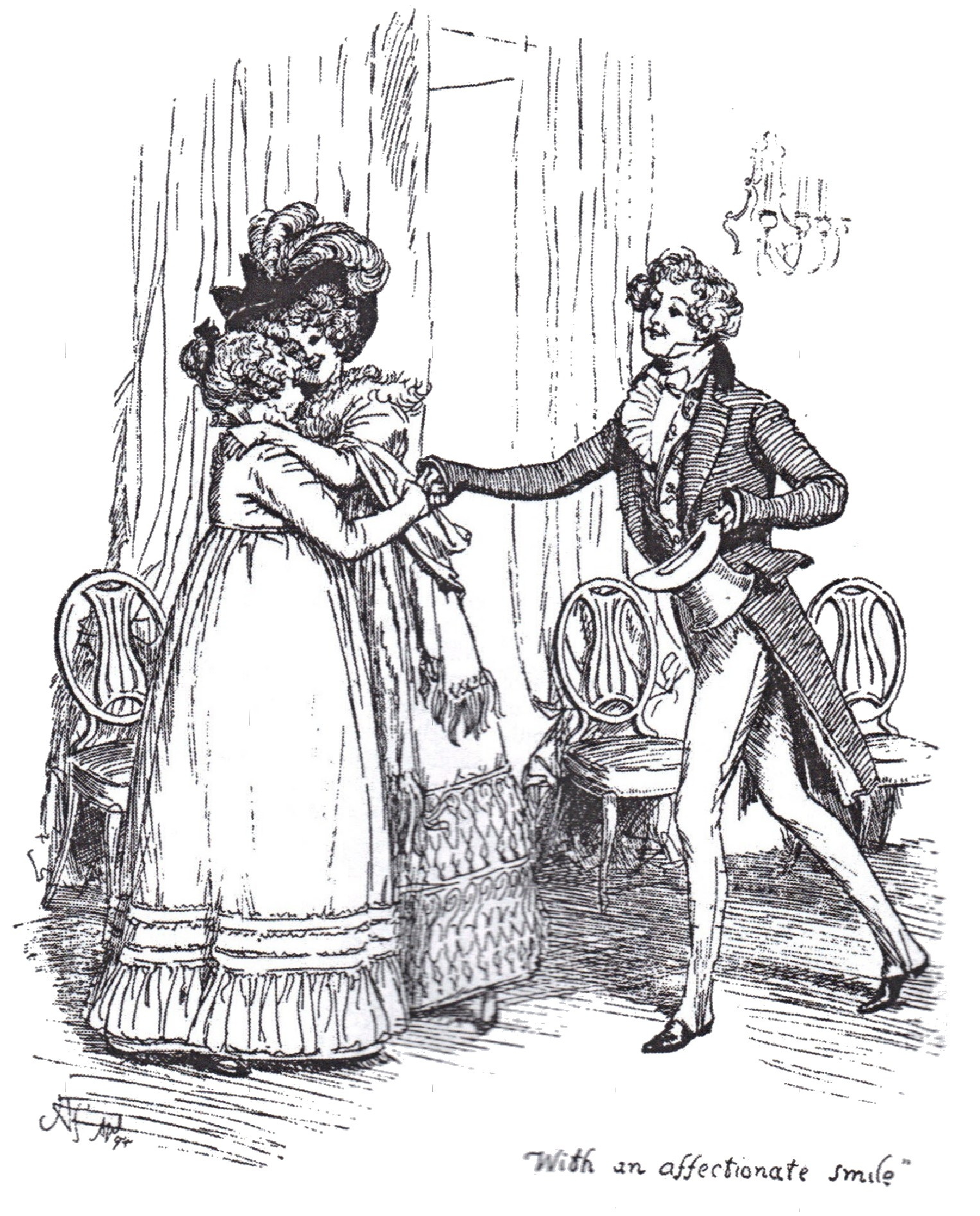
Mrs Bennet, ravie de voir Lydia « bien » mariée, accueille affectueusement sa fille et son gendre, très à l'aise tous les deux.

Jane et Elizabeth sont toutes deux conscientes des insuffisances et du manque de correction des leurs, mais Elizabeth est la plus clairvoyante. Elle est plus sensible à l'aspect désastreux de leur comportement, particulièrement flagrant au bal de Netherfield, où elle constate avec une ironie amère que, « si sa famille avait cherché à s'exhiber durant la soirée, il aurait été impossible de le faire avec plus d'ardeur ou davantage de succès », et elle réalise, en lisant la lettre de Darcy, que c'est justement ce « comportement trop fréquemment, voire trop régulièrement inconvenant de [sa mère], de [ses] jeunes sœurs et même parfois de [son] père », bien plus que la situation sociale des oncles ou la faible dot de Jane, qui a décidé Darcy à éloigner Bingley de sa sœur.
Elles tentent bien de freiner les débordements incontrôlés (« wild giddiness ») de leurs jeunes sœurs, mais sans beaucoup de succès puisqu'elles n'ont pas le soutien de leur mère, « complètement inconsciente du danger », et que leur père se dérobe à ses responsabilités. Elizabeth, une fois éclairée par les explications épistolaires de Darcy, est découragée car la situation lui paraît sans espoir (« hopeless of remedy »). Les « transports de ravissement » de Lydia invitée à accompagner la très jeune épouse du colonel Forster à Brighton la poussent cependant à agir. Inquiète pour l'avenir de sa sœur, elle essaie, mais en vain, de faire comprendre à son père le danger de laisser partir une jeune fille au comportement si peu correct dans un lieu « où les tentations risquent d'être plus fortes qu'à la maison ». Lorsqu'elle apprend la disparition de Lydia, elle mesure immédiatement la gravité de cet acte irresponsable et égoïste, « signe évident de la faiblesse de la famille, certitude de la pire des humiliations » (« such a proof of family weakness, such an assurance of the deepest disgrace »), catastrophe pour leurs perspectives matrimoniales à toutes. La situation lui paraît si calamiteuse, et elle ressent un chagrin si profond à l'idée que sa petite sœur est « perdue pour toujours », qu'elle ne peut cacher sa détresse à Darcy. Elle se reconnaît courageusement une lourde responsabilité : ayant d'abord montré des préjugés favorables envers Wickham, elle a ensuite gardé le silence sur son véritable caractère, silence qu'elle considère maintenant comme une faute lamentable (« wretched, wretched mistake! ») : « Si seulement j'avais expliqué à ma famille ne serait-ce qu'une partie de ce que j'avais appris ! Si son caractère avait été connu, cela ne serait pas arrivé », et aveu implicite qu'elle n'avait alors personne pour la conseiller : « Oh ! Si j'avais su ce que je devais faire, ce que j'aurais dû avoir le courage de faire ! »
Il n'est pas étonnant qu'elle soit persuadée que l'amour de Darcy ne pourra survivre à un si évident déshonneur familial et qu'elle n'envisage pas l'idée qu'il puisse vouloir prendre sa part de responsabilité : considérer « qu'il aurait dû lui-même faire savoir que Wickham était un bon-à-rien, afin d'empêcher toute jeune fille honnête de l'aimer ou de lui faire confiance », et se charger de sauver la situation. Mais, une fois Lydia et Wickham « exilés » à Newcastle après leur « mariage-replâtrage » et Mrs Bennet laissée avec Mary aux trivialités de Longbourn et Meryton, la constitution d'un nouveau foyer familial à Pemberley permet de sauver de continuelles mortifications les membres de la famille Bennet qui le méritent.

## Adaptations à l'écran

### Au cinéma

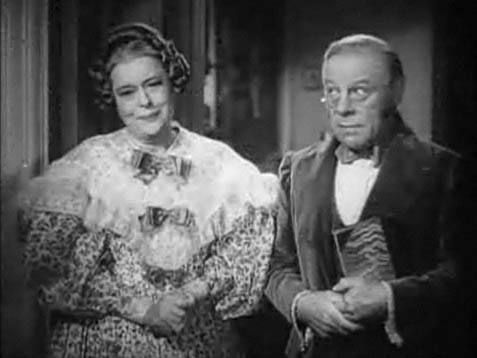
Mary Boland (Mrs Bennet) et Edmund Gwenn (Mr Bennet).

Les représentations de la famille Bennet à l'écran s'écartent notablement de la version originale et sont très dépendantes des époques et des conditions de l'adaptation. Les deux films des studios hollywoodiens, celui de la MGM de 1940 et celui de Universal Pictures en 2005, donnent une vision idéalisée de la famille, présentée comme nettement plus unie et solidaire que dans le roman.

#### Orgueil et Préjugés, 1940
Le film Orgueil et Préjugés de 1940 relève des screwball comedies, dont une des caractéristiques est le recours systématique à des personnages secondaires comiques. Mrs Bennet (Mary Boland), Mr Bennet (Edmund Gwenn) et le ridicule Collins (Melville Cooper) sont joués par des acteurs sous contrat avec la MGM, bien connus du public et spécialistes de ce genre de rôles. Mr Collins n'est pas un clergyman mais le bibliothécaire de Lady Catherine, car dans les années 1940 les règlements cinématographiques américains interdisaient de ridiculiser la religion ou de présenter un homme d'Église comique. Mrs Bennet est superficielle mais affectueuse avec ses cinq filles elles-mêmes très unies, comme le suggère la première scène, qui les montre toutes les six bavardant dans la rue à Meryton. Mr Bennet est un brave homme tranquille qui supporte avec philosophie le remue-ménage engendré par toutes ces dames en crinolines.

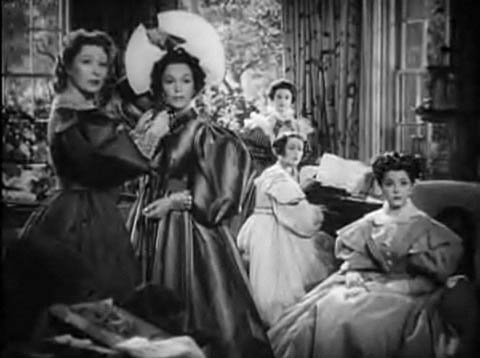
Les 5 filles Bennet, avec, au premier plan, Greer Garson (Elizabeth) et Maureen O'Sullivan (Jane).

Ni Maureen O'Sullivan (Jane) ni surtout Greer Garson (Elizabeth) ne se comportent comme des héroïnes austeniennes : Jane flirte ouvertement avec Bingley et Elizabeth a un regard effronté et les manières désinvoltes et dégagées d'une jeune femme moderne, plus mûre et expérimentée que l'héroïne de papier. Il est vrai que les actrices sont toutes plus âgées que les personnages originaux.
Pour établir une réelle différence entre le comportement des deux aînées et celui des plus jeunes, en particulier au cours de la garden-party organisée à Netherfield, le réalisateur a accentué leur vulgarité : Kitty (Heather Angel) s'enivre et rit à gorge déployée avec Lydia (Ann Rutherford), et toutes deux poussent des cris lorsqu'on les lance en l'air dans les danses. Marsha Hunt est une Mary ni disgracieuse ni très pontifiante ; elle est juste un peu ridicule, avec sa coiffure peu seyante, ses lunettes rondes et son ton docte. Elle chante « Flow Gently Sweet Afton » d'abord de façon ridicule à Netherfield, où elle rate en plus la note aiguë, puis de façon expressive à la fin, accompagnée à la flute par son soupirant.
L'action se concentre sur la famille nucléaire (Mrs Philips apparaît à peine et les Gardiner pas du tout). La famille Bennet est le symbole de la famille moyenne anglo-américaine idéale, constamment unie et aimante, soudée dans l'adversité. Il n'y a pas de fêlure dans le couple parental, solidaire dans l'affliction comme dans la joie du dénouement, où on voit les parents, main dans la main, se féliciter du mariage de leurs cinq filles, car, constate Mrs Bennet avec ravissement, voilà « trois filles mariées et les deux autres prêtes à sauter le pas ».

#### Orgueil et Préjugés, 2005

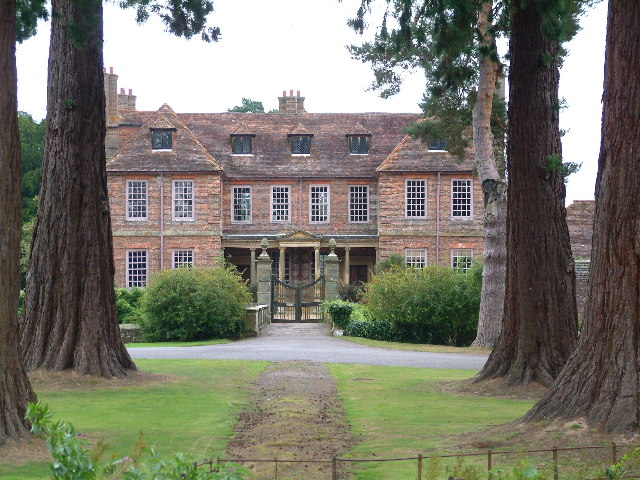
Longbourn est, dans cette version, un manoir où vit une famille unie et aimante.

Dans le film Orgueil et Préjugés de 2005, la famille Bennet est une famille de la classe moyenne, unie et aimante, peu conformiste mais vivant dans une société rigide et patriarcale, à l'image de la grosse ferme fortifiée qu'ils habitent, et profondément déstabilisée par le faux-pas de Lydia. La trajectoire d'Elizabeth, extraordinaire ascension sociale, s'inscrit dans le cadre d'une société en crise, d'une promotion de principes féministes et de la célébration du mélange des classes.
Keira Knightley campe une Elizabeth « au petit côté intellectuel et rat de bibliothèque », qui peut rappeler Jo March, la cadette et héroïne de Little Women, mais en plus insolent et sensuel. Elle partage des moments de grande intimité avec sa sœur Jane, une beauté un peu éthérée interprétée par Rosamund Pike.
Mrs Bennet est une femme plutôt lucide et raisonnable sous des airs évaporés qui maintient la cohérence de la cellule familiale, alors que le père, enfermé dans son étude, est trop absent. Brenda Blethyn joue en effet une vraie mère poule réellement inquiète pour l'avenir de sa progéniture et non la femme sotte et égoïste du roman, que son mari prend plaisir à ridiculiser. Mr Bennet (Donald Sutherland) est un gentleman farmer un peu excentrique, seul homme perdu dans un monde exclusivement féminin. Moins sarcastique que l'original, il montre un intérêt bourru pour ses filles (il va consoler Mary, après sa ridicule prestation à Netherfield), une tendre indulgence pour sa femme, qu'il accompagne au bal de Meryton et avec laquelle il évoque, dans une scène où on les voit dans le lit conjugal, sa satisfaction de voir unis Jane et Bingley, ces « deux jeunes gens aux caractères si semblables ». Voulant avant tout le bonheur de leurs enfants, les parents Bennet font tous deux preuve de sensibilité et montrent une bienveillance attentive à leur égard : le dénouement (de la version européenne) montre Mr Bennet, après avoir donné son consentement à Elizabeth, se dire avoir tout son temps pour accueillir d'éventuels prétendants pour Kitty et Mary.
Le scénario ne confère pas aux Gardiner le rôle de parents de substitution qu'ils ont dans le roman ; ils forment un couple aimable, plutôt âgé et sans enfants. Lydia (Jena Malone) est une fausse ingénue, surexcitée à l'idée de partir s'amuser à Brighton, puis qui parade sans vergogne devant ses sœurs, une fois mariée. En revanche, Tom Hollander campe un Mr Collins aux manières surannées assez ridicules. C'est un personnage volontairement divertissant, « hilarant même dans ses tentatives maladroites pour courtiser Elizabeth », mais pas vraiment satirique.

### À la télévision
Il existe deux versions télévisées encore accessibles mettant en scène la famille Bennet, qui sont des productions de la BBC. Elles ont été enregistrées d'abord en cassette-vidéo, puis en DVD. Leur présentation en plusieurs épisodes, respectivement cinq et six, autorise un scénario plus fidèle au texte original.

#### Orgueil et Préjugés, 1980

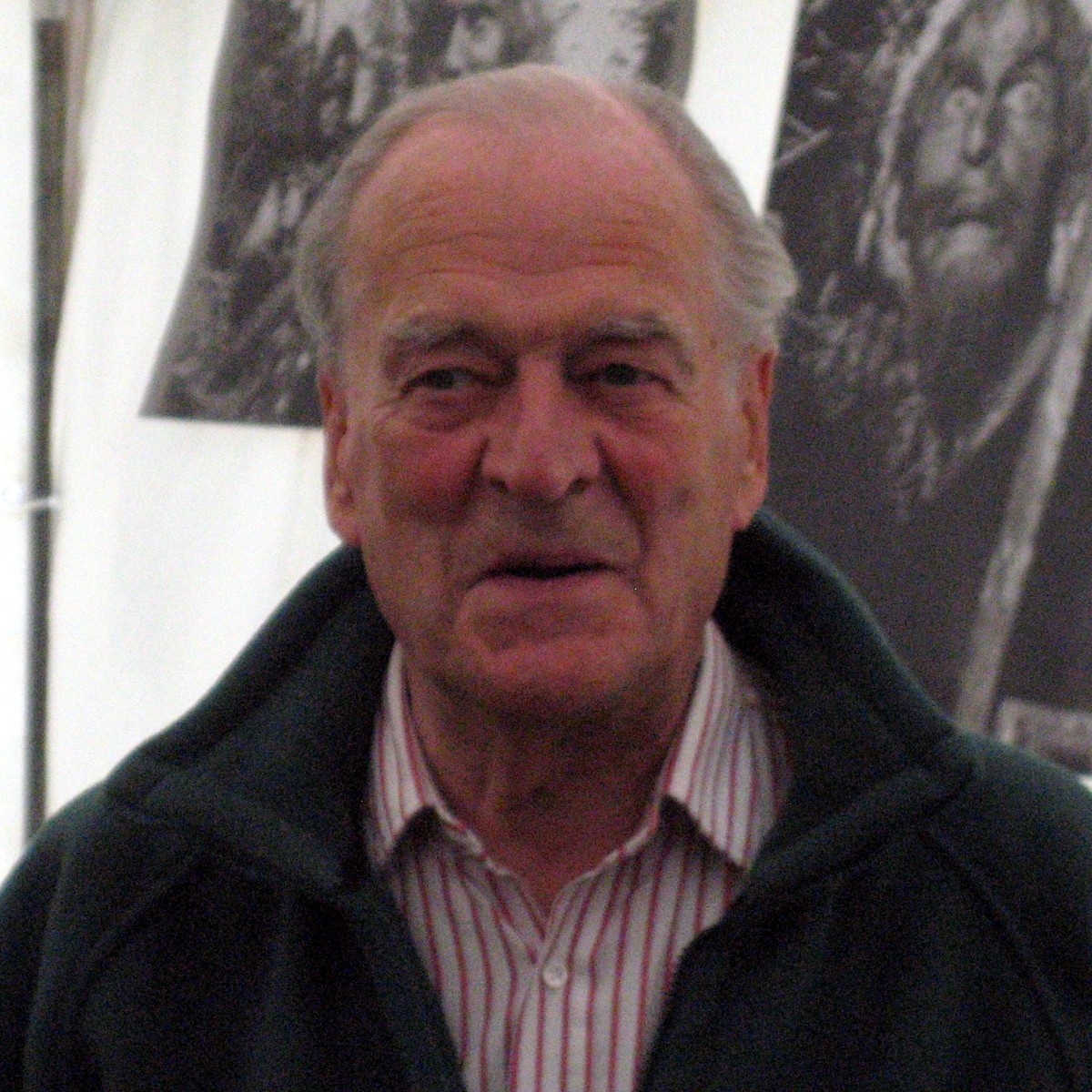
Moray Watson (ici, en 2009) joue un Mr Bennet distant et méprisant.

La mini-série en cinq épisodes de Fay Weldon est, elle aussi, centrée sur le groupe familial des Bennet, soulignant la cohésion de la famille, une certaine complicité entre les parents, l'attachement mutuel des sœurs, l'amour d'Elizabeth pour les siens tandis que le thème du mariage (qui débute et clôt chaque épisode) est mis en évidence avec insistance. Elizabeth Garvie incarne une Elizabeth relativement sédentaire, aux robes très sages. Elle aime profondément Longbourn et sa famille : « It is home, and I am accustomed to it » (« C'est la maison, et j'y suis habituée »), dit-elle à la fin de l'épisode 1 en revenant de Netherfield, alors que Jane regarde par la fenêtre en soupirant. Intelligente, obstinée, elle se montre en général pleine de retenue, mais exprime ses opinions avec vigueur à sa sœur Jane, est visiblement charmée par les manières pleines de courtoisie de Wickham et irritée par la froideur hautaine de Darcy. L'évolution de ses sentiments pour lui est signalée par ses réflexions silencieuses, en voix off.
Priscilla Morgan interprète une Mrs Bennet écervelée, vite énervée, toujours affairée et bavardant sans arrêt d'une voix haut perchée, forte et vulgaire. Elle joue les marieuses, à la fois naïve et rouée, tour à tour inquiète et affectueuse. Elle ironise parfois sur le comportement de son mari : « Monsieur Bennet parle ! ». Moray Watson est un Mr Bennet froid, méprisant, distant et sec, qui reproche violemment à sa femme de laisser Lydia et Kitty traîner à Meryton et flirter avec les soldats. Il joue au backgammon avec Elizabeth, sollicite ses conseils, mais ne les suit pas. L'adaptation se conclut sur une scène entre Mr et Mrs Bennet exprimant leur soulagement d'avoir trois filles bientôt mariées, avec les exclamations ravies de Mrs Bennet sur la bonne fortune matérielle d'Elizabeth et les mots que Mr Bennet lui adresse : « Mrs Bennet, if any young men come for Kitty or Mary, send them in, for I am quite at leisure » (« Mrs Bennet, si d'autres jeunes gens se présentent pour Kitty ou Mary, envoyez-les moi. J'ai tout mon temps »).
Le lien fraternel entre les sœurs est bien marqué : on les voit discuter ensemble, chuchoter en petits groupes, guetter dans l'escalier ou à la fenêtre. Les aînés discutent sérieusement, fréquemment et longuement, même si le rôle et la personnalité de Jane (Sabina Franklyn) sont un peu effacés. Le couple des deux plus jeunes montre une relation plus conflictuelle. Natalie Ogle, petite, mais à la présence physique assez forte, joue une Lydia mutine, coquette, bavarde, fière de sa précocité physique ; elle refuse la pudique dentelle dans son décolleté, fait de l'œil à Wickham et ne montre aucune honte après son mariage. Clare Higgins est une Kitty geignarde, boudeuse et coquette. Mary (Tessa Peake-Jones) ne se met pas physiquement à l'écart, mais elle a toujours le nez plongé dans un livre, à table, en allant à Meryton. Ses lunettes de myope, sa frange et ses tenues strictes lui donnent un faux air naïf et enfantin. Traitée avec condescendance par les autres, elle s'intéresse autant aux commérages qu'elles, critique vivement Elizabeth allant à Netherfield sous la pluie, ou la raille lorsque Wickham se tourne vers Mary King. Elle est cependant assez caricaturée : elle chante faux et joue comme une débutante.
Malcolm Rennie, avec sa grande taille et sa silhouette massive, interprète un Mr Collins à l'allure d'échassier ridicule et pataud. Il est vulgaire, a une voix sonore et une bonhomie affectée, et, comme dans le roman, conseille par lettre à Mr Bennet de se débarrasser de la coupable Lydia. Les Gardiner forment un couple uni : Michael Lees donne à Mr Gardiner, qu'on ne voit que dans l'épisode 4 (dans le Derbyshire), les gentlemanlike manners du roman et Barbara Shelley joue une Mrs Gardiner élégante et simple, proche d'Elizabeth qu'elle met affectueusement en garde, dans une promenade en tête à tête, contre le danger de tomber amoureuse de Wickham.

#### Orgueil et Préjugés, 1995

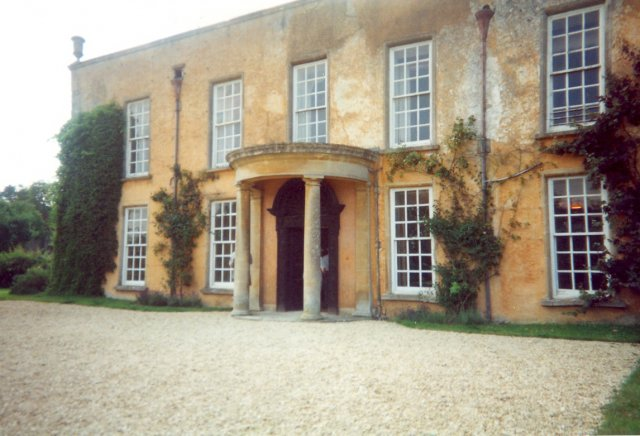
Elizabeth doit quitter Longbourn, le domaine paternel agité et bruyant...

Orgueil et Préjugés, qui exploite au maximum les possibilités visuelles du récit, est plus, comme dit le scénariste Andrew Davies, une « histoire sur Elizabeth et Darcy qu'une histoire sur Elizabeth » et sa famille. Le découpage souligne la froideur hostile d'Elizabeth envers Darcy jusqu'au troisième épisode, qui se clôt sur son refus de l'épouser, puis l'évolution progressive de ses sentiments à son égard, entre la première réaction à sa lettre : « Détestable personnage ! » (« Hateful man! ») et sa défense auprès de son père : « Je l'aime. En réalité, il n'a pas d'orgueil injustifié. Il est parfaitement aimable […] C'est vraiment le meilleur homme que j'aie jamais connu » (« I love him. Indeed, he has no improper pride. He is perfectly amiable […] He is truly the best man I have ever known »). Le comportement peu conventionnel et l'humour d'Elizabeth sont scénarisés, sa vitalité et son énergie physique soulignées, dans une interprétation résolument féministe du roman.
Les cinq filles sont clairement typées physiquement et les deux couples de sœurs bien différenciés par leurs tenues et leur comportement : Susannah Harker campe une Jane Bennet blonde, calme et douce, élégante et réservée, qui contraste avec la brune et pétillante Elizabeth jouée par une Jennifer Ehle au visage très expressif. Kitty (Polly Maberly), un peu en demi-teinte, facilement boudeuse, entretient des relations conflictuelles avec une Lydia expansive, l'air toujours un peu décoiffée, à qui Julia Sawalha donne une allure très libre, des rires sonores, un brin de vulgarité. On les voit rechercher la compagnie des militaires, jouer à l'escarpolette avec eux. Lucy Briers, enlaidie, vêtue de façon plus austère que ses sœurs, donne de la vraisemblance au personnage compassé et maniéré de Mary, qui se considère comme l'intellectuelle et la musicienne de la famille. Elle joue bien techniquement mais de façon mécanique, martelant les touches de son piano-forte et sa voix chantée est très quelconque.

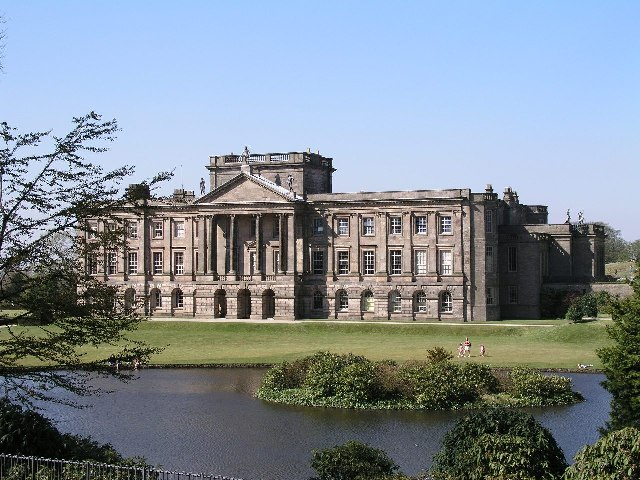
... pour le confort, l'élégance et l'intimité de la vie familiale à Pemberley.

Alison Steadman joue une Mrs Bennet bavarde, inconséquente, agitée, voire hystérique, soulignant les défauts du personnage jusqu'à la caricature. Benjamin Whitrow est un Mr Bennet caustique mais surtout indolent : s'il apprécie ses aînées, il s'évade dans la lecture solitaire, fuyant les criailleries et les soucis conjugaux. Mr Gardiner (Tim Wylton), qu'on ne voit jamais sans sa femme (Joanna David), est aimable, sérieux, posé et responsable. L'aspect et le jeu de David Bamber font ressortir le ridicule de Mr Collins, prétentieux, maladroit, imbu de lui-même, pompeux et obséquieux, débitant avec fatuité et aplomb des lieux communs. Il ne se contente pas, comme dans le roman et la version précédente, d'envoyer une lettre de « condoléances » après avoir appris la faute de Lydia, il vient à Longbourn faire mine de compatir.
Les Bennet ne forment pas un groupe parfaitement soudé. La mise en scène souligne la relation privilégiée et la supériorité de Jane et Elizabeth sur les autres personnages féminins : elles sont souvent ensemble et toujours détachées des autres lorsque la famille est réunie. Cette séparation physique confère une importance particulière à leurs sentiments et leurs désirs. Le nouveau noyau familial, qui se crée à Pemberley au dénouement du roman, est anticipé par la promenade dans l'allée du parc avec les Gardiner (fin de l'épisode 4) et surtout la scène (épisode 5) où Elizabeth, revenue à côté du piano pour réconforter Georgiana troublée par les allusions de Miss Bingley à Wickham, lève les yeux vers Darcy, échangeant avec lui un long regard de tendre compréhension. Le dénouement montre les calèches des nouveaux mariés qui s'éloignent de Longbourn, alors que le couple Bennet, exceptionnellement rapproché, a le dernier mot : « Trois filles mariées. Oh, Mr Bennet, Dieu s'est montré très bon pour nous » (« Three daughters married. Oh Mr Bennet, God has been very good to us! »), s'écrie-t-elle, à quoi il répond : « Oui, c'est ce qu'il semblerait » (« Yes, so it would seem »).

### Citations originales
1. ↑  Citation originale : « their mother's fortune [was] ample for her situation in life […]. Her father […] had left her four thousand pounds » (Jane Austen 1853, p. 23).
2. ↑  Citation originale : « She was more alive to the disgrace which the want of new clothes must reflect on her daughter's nuptials, than to any sense of shame at her eloping and living with Wickham a fortnight before they took place »[13].
3. ↑  Citation originale : « Oh that my dear mother had more command over herself! she can have no idea of the pain she gives me by her continual reflections on him »[18].
4. ↑  Citation originale : « If he had not had a family of his own, I and my children must have had all his money, you know; and it is the first time we have ever had anything from him, except a few presents »[22].
5. ↑  Citation originale : « complaints of her own sufferings and ill-usage; blaming everybody but the person to whose ill-judging indulgence the errors of her daughter must be principally owing »[34].
6. ↑  Citation originale : « So near a vicinity to her mother and Meryton relations was not desirable even to his easy temper, or her affectionate heart ».
7. ↑  Citation originale : « It was consoling that he should know she had some relations for whom there was no need to blush. She […] gloried in every expression, every sentence of her uncle, which marked his intelligence, his taste, or his good manners »[57].
8. ↑  Citation originale : « A girl likes to be crossed in love a little now and then. It is something to think of, and gives her a sort of distinction among her companions[69] ».
9. ↑  Citation originale : « Now is your time […] Let Wickham be your man. He is a pleasant fellow, and would jilt you creditably »[69].
10. ↑  Citation originale : « Thank you, sir, but a less agreeable man would satisfy me. We must not all expect Jane's good fortune »[69].
11. ↑  Citation originale : « No, Lizzy, let me once in my life feel how much I have been to blame. I am not afraid of being overpowered by the impression. It will pass away soon enough » (Jane Austen 1853, p. 260).
12. ↑  Citation originale : I know your disposition, Lizzy. I know that you could be neither happy nor respectable unless you truly esteemed your husband - unless you looked up to him as a superior. Your lively talents would place you in the greatest danger in an unequal marriage. You could scarcely escape discredit and misery. My child, let me not have the grief of seeing you unable to respect your partner in life. You know not what you are about (Jane Austen 1853, p. 330).
13. ↑  Citation originale : « a very good opinion of himself, of his authority as a clergyman and his right as a rector »[89].
14. ↑  Citation originale : « altogether a mixture of pride and obsequiousness, self importance and humility »[89].
15. ↑  Citation originale : « Kitty then owned, with a very natural triumph on knowing more than the rest of us, that in Lydia's last letter she had prepared her for such a step. She had known, it seems, of their being in love with each other, many weeks » (Jane Austen 1853, p. 252).
16. ↑  Citation originale : « had given her likewise a pedantic air and conceited manner, which would have injured a higher degree of excellence than she had reached ».
17. ↑  Citation originale : « She rated his abilities much higher than any of the others; there was a solidity in his reflections which often struck her, and though by no means so clever as herself, she thought that if encouraged to read and improve himself by such an example as hers, he might become a very agreeable companion » (Jane Austen 1853, p. 111).
18. ↑  Citation originale : « Mary obtained nothing higher than one of her uncle Philips' clerks, and was content to be considered a star in the society of Meryton »[114].
19. ↑  Citation originale : « How any one could have the conscience to entail away an estate from one's own daughters, I cannot understand; and all for the sake of Mr. Collins too! -- Why should he have it more than anybody else? ».
20. ↑  Citation originale : « Compared with some families, I believe we were [neglected]; but such of us as wished to learn never wanted the means. We were always encouraged to read, and had all the masters that were necessary. Those who chose to be idle, certainly might » (Jane Austen 1853, p. 145).
21. ↑  Citation originale : « had her family made an agreement to expose themselves as much as they could during the evening, it would have been impossible for them to play their parts with more spirit, or finer success. »
22. ↑  Citation originale : « That total want of propriety so frequently, so almost uniformly betrayed by [your mother], by your three younger sisters, and occasionally even by your father » (Jane Austen 1853, p. 174).
23. ↑  Citation originale : « its being owing to himself that Wickham's worthlessness had not been so well known as to make it impossible for any young woman of character to love or confide in him » (Jane Austen 1853, p. 280).